# Liste der Straßen und Plätze in Berlin-Frohnau

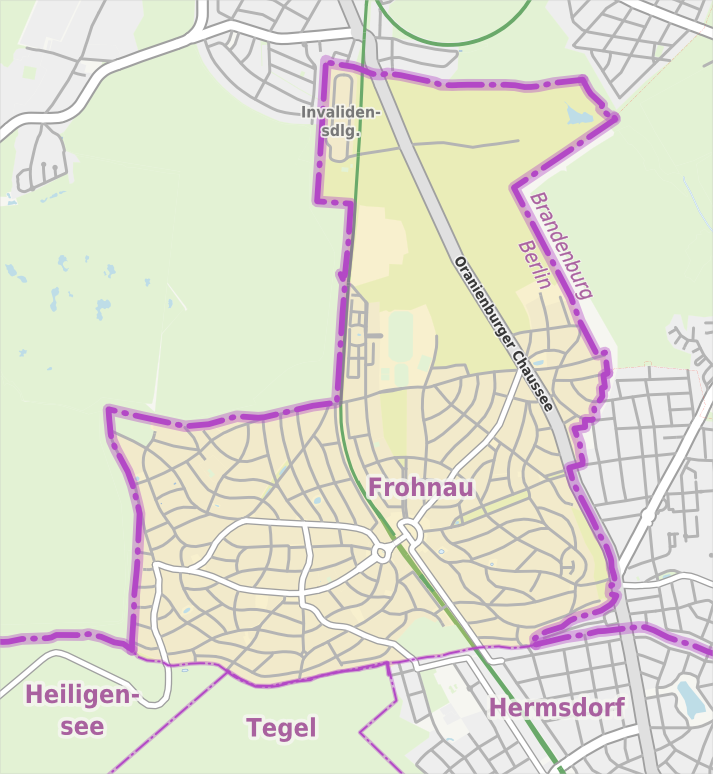
Übersichtskarte von Berlin-Frohnau

Die Liste der Straßen in Berlin-Frohnau stellt die im Berliner Ortsteil Frohnau liegenden Straßen mit ihren historischen Bezügen dar. Gleichzeitig ist diese Zusammenstellung ein Teil der Listen aller Berliner Straßen und Plätze.

## Überblick

### Statistisches
Im Ortsteil existieren vier Plätze und 136 gewidmete Straßen, zu letzteren auch eine Forststraße und die gewidmeten Waldwege im Norden gehören. Im Straßenverzeichnis sind auch benannte Waldwege enthalten. Vier Straßen setzen sich gleichnamig mit ihren Grundstücken in Hermsdorf fort. Die Gesamtlänge aller Straßen und straßengleichen Wege in Frohnau beträgt 76,4 km, an denen 16.399 Einwohner (Stand: 31. Dezember 2023) leben, und die alle zum Postleitzahlenbereich 13465 gehören.

### Entwicklung der Straßen

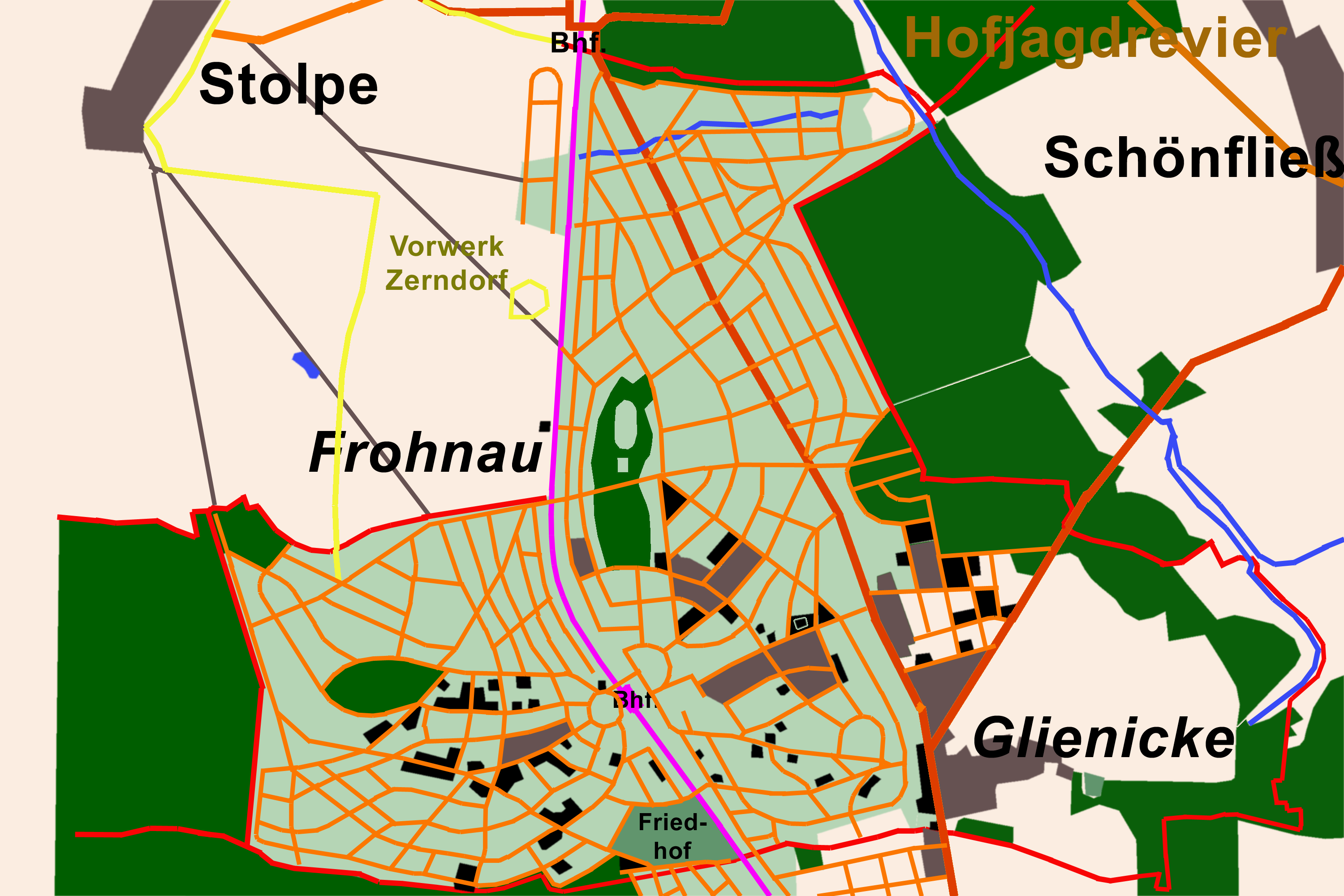
Planung des Frohnauer Straßensystems vom Anfang des 20. Jahrhunderts (nach Kiesslings großer Specialkarte)

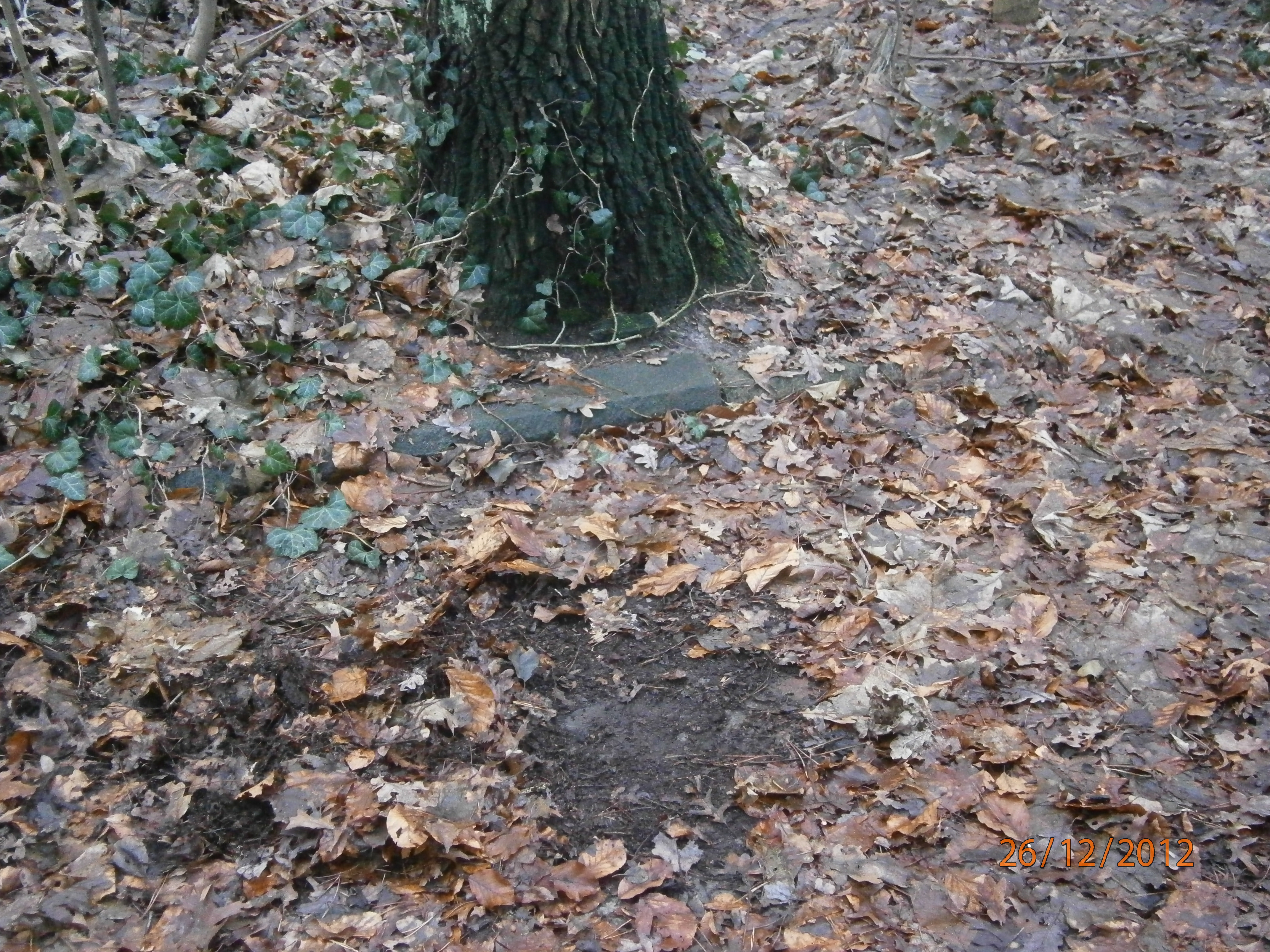
Bordsteinkanten und Pflasterung auf dem Hubertusweg im Waldgelände, auf dem vorgesehenen Gehweg wachsen Bäume

Wie auch in den südlichen Berliner Vororten führte die Anbindung an das Bahnnetz durch den Bau des Bahnhofs Frohnau zu Siedlungsplänen. An der seit 1877 bestehenden Nordbahn wurde der Bahnhof am 1. Mai 1910 eingeweiht. Die „Berliner Terrain-Centrale“ des oberschlesischen Fürsten von Donnersmarck erwarb für die „Gartenstadt Frohnau“ 1907 das Waldgelände von der Familie von Veltheim. Im Zeitraum 1908–1910 wurden für eine Villenkolonie Straßen und Plätze projektiert und angelegt. Die Pläne sahen die Ansiedlung von rund 30.000 Menschen vor. Die Art der Bebauung von Frohnau auf dem Gelände des Gutsbezirks Stolpe erfolgte im Wesentlichen im Landhausstil von Hermann Muthesius. „1909 begann man mit der Anlage der Straßen und Plätze. Die Originalpflasterung aus Granitpflastersteinen kann noch auf verschiedenen Straßen Frohnaus bzw. nach einem strengen Winter, wenn die ersten Schlaglöcher auf Frohnaus asphaltierten Straßen auftauchen, entdeckt werden. 1910 wurde Frohnau offiziell gegründet und die Bebauung der Plätze begann, z. B. entstanden das Kasinogebäude am Ludolfingerplatz und die ersten Siedlungshäuser […]“ 1910 wurde Frohnau eine selbstständige Verwaltungseinheit im Kreis Niederbarnim.
Im Jahr 1920 kam Frohnau gegen den Widerstand der Grundstückbesitzer zu Groß-Berlin und zum Verwaltungsbezirk Reinickendorf. Im Berliner Adressbuch ist Frohnau erst ab 1922 ausgewiesen, auf „Kiesslings Großer Special-Karte der Umgebung von Berlin“ ist das Frohnauer Straßensystem nahezu in der heutigen Form verzeichnet. Mit dem Ausbau der Grundstücke wurden 1930 neben der Namensvergabe neu angelegter Straßen schon einige Umbenennungen – beispielsweise wegen Doppelnennungen in Groß-Berlin, nötig.
Im Nordosten des Ortsteils im Landschaftsschutzgebiet „Waldgelände Frohnau“ zeugen die teils schon gepflasterten Straßen davon, dass nicht alle Projekte erfolgreich umgesetzt wurden. Diese Waldstraßen sind daher Privatstraßen der Forstverwaltung. Westlich der Bahnstrecke war eine Ringstraße vorgesehen, an der die aus der Stadtmitte verlegte Invalidensiedlung liegt. Die Fürst Donnersmarck-Stiftung hat die Gebäude errichten lassen. Andere Straßen blieben im Zustand von Waldwegen und dienen inzwischen als Wanderwege durch die Bieselheide.
Auch die „eingemauerte“ Stadtrandlage während der Mauerzeit (1961–1990) war nicht förderlich für einen umfangreichen Ausbau von Straßen. „Während des Kalten Krieges gehörte Frohnau zu West-Berlin. Auf drei Seiten lag die DDR; im Westen, Norden und Osten stand die Mauer. Es gab nur drei Straßen, auf denen man Frohnau verlassen konnte, und die führten nach Süden.“ Im Übrigen besteht Frohnau aus dem Gebiet westlich und östlich der S-Bahn-Strecke, die durch zwei Brücken (Fischgrundbrücke und Frohnauer Brücke) und zwei Unterführungen (Staehleweg zur Invalidensiedlung und Neubrücker / Schönfließer Straße) verbunden sind, hinzu kommt die Eisenbahnbrücke an Gollanczstraße unter der ein Fußweg zum Mauerweg führt.

### Gültiges Straßensystem
Die Straßen in Frohnau sind überwiegend gepflastert, teilweise auch asphaltiert und haben beidseits breite mit Bäumen bestandene Gehwege. Typisch ist die hier vorhandene Gasbeleuchtung an Gehwegen, die von einem Bürgerverein gegen Veränderungen verteidigt wird. Typisch ist zudem, dass in Frohnau zahlreiche Wege und Straßen einen gebogenen (geschlungenen) Verlauf besitzen und keine Straßenverläufe über die Stadtgrenze zum Umland hinausgehen. Die nach Süden laufenden Frohnauer Straßen enden am „Entenschnabel“, das nach Westen einschneidende Gebiet entlang der zur brandenburgischen Gemeinde Glienicke/Nordbahn gehörenden Straße Am Sandkrug. Für dieses Gebiet bestand während der Zeit der Berliner Mauer eine besondere Zugangssituation. Beispiel für die an der Stadtgrenze endenden Straßen mag der Bieselheider Weg sein, der bei seinem nach Westen gebogenen Verlauf am südlichen und nördlichen Straßenende jeweils an der Stadtgrenze vor der Bieselheide auf brandenburgischer Flur endet.
Ein Teil der Bundesstraße 96 verläuft auf der Oranienburger Chaussee, teilweise gehört die Straße entlang der Ortsteils- und damit der Stadtgrenze zu Glienicke/Nordbahn (Bundesland Brandenburg), und im nördlichen Abschnitt führt sie direkt durch Frohnau. Die Ost-West-Verbindung wird durch den Hauptstraßenzug Zeltinger Straße (von der Oranienburger Chaussee her) und der Frohnauer Straße (südlich von Hermsdorf her) über Sigismundkorso und Am Eichenhain nach Hermsdorf zur Roten Chaussee gebildet. Nach der Planungsphase vom Beginn des 20. Jahrhunderts wurde das Frohnauer Straßensystem durch die Stadtgrenze mit ihrer West-, Nord- und Ostbegrenzung des Ortsteils zu Brandenburg (Glienicke/Nordbahn und Hohen Neuendorf) hin beeinflusst. An die in der Nähe befindlichen Bundesautobahnen A 10, A 111 und A 114 ist Frohnau nur indirekt angeschlossen.

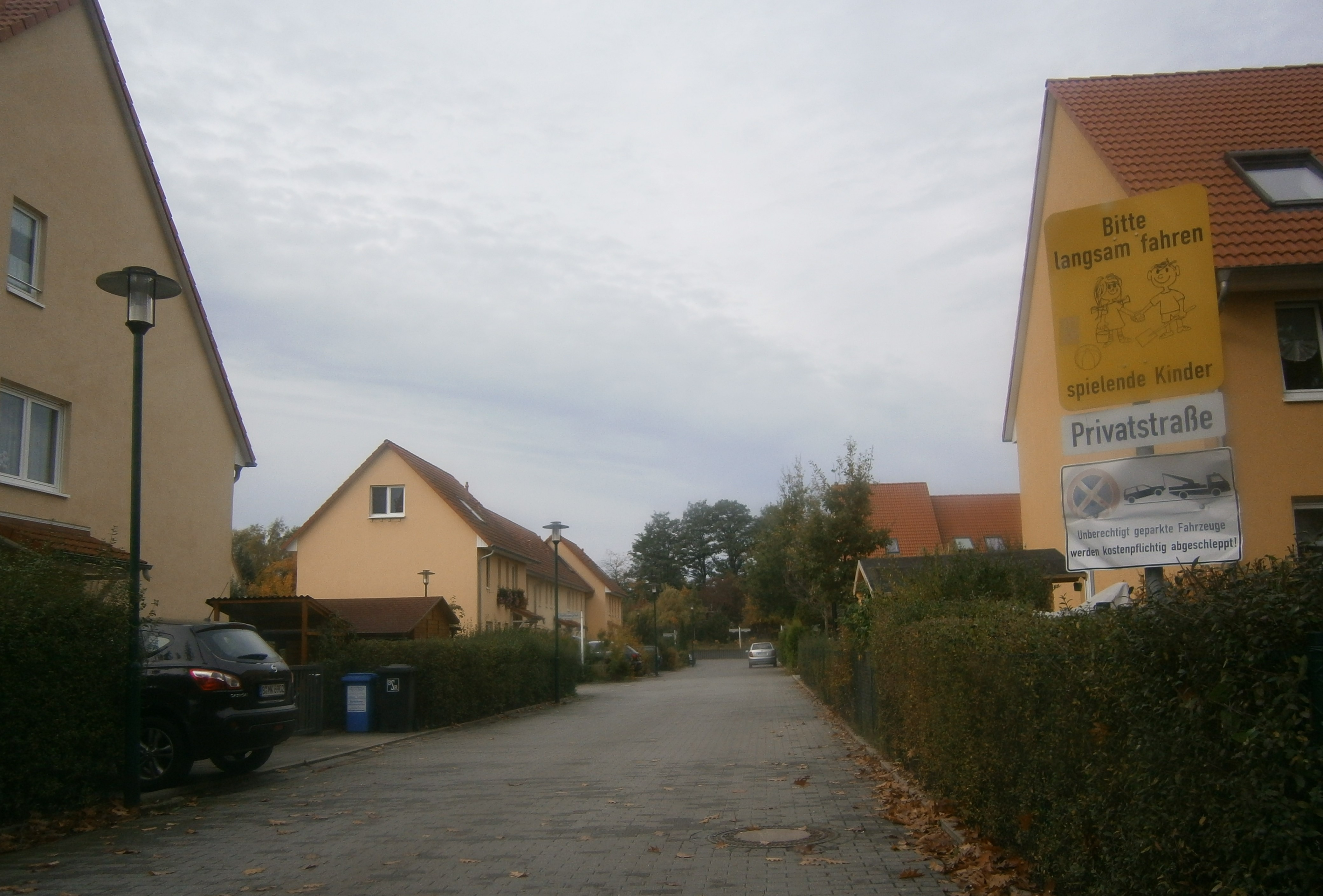
Der Mustangweg in der Wohnanlage Am Poloplatz ist eine öffentlich zugängliche Privatstraße

Die neueste Siedlung ist die Wohnanlage „Am PoloTeich“ zwischen Gollanczstraße und Bahnlinie, wo im Auftrag der GEWOBAG auf einer Fläche von rund 60.000 m² 131 Doppelhaushälften und Reihenhäuser in der Idee der Gartenstadt Frohnau errichtet wurden. Die Namen der Straßen wurden nach Pferderassen gewählt. Die sieben Zugangsstraßen zu den Häusern der Wohnanlage sind öffentlich zugängliche Privatstraßen.

## Übersicht der Straßen
Die nachfolgende Tabelle gibt eine Übersicht über die vorhandenen Straßen und Plätze im Ortsteil sowie einige dazugehörige Informationen.
- Name/Lage: aktuelle Bezeichnung der Straße oder des Platzes. Über den Link Lage kann die Straße oder der Platz auf verschiedenen Kartendiensten angezeigt werden. Die Geoposition gibt die Lage der ungefähren Mitte der Straßenlänge an.
- Im amtlichen Straßenverzeichnis nicht aufgeführte Verkehrswege sind mit * gekennzeichnet.
- Ehemalige oder nicht mehr gültige Straßennamen sind kursiv gesetzt. Für bedeutende ehemalige Straßen oder historische Straßennamen ist gegebenenfalls eine gesonderte Liste vorhanden.
- Länge/Maße in Metern:
Die in der Übersicht enthaltenen Längenangaben sind  gerundete Übersichtswerte, die in Google Earth mit dem dortigen Maßstab ermittelt wurden. Sie dienen Vergleichszwecken und werden, sofern amtliche Werte bekannt sind, ausgetauscht und gesondert gekennzeichnet.
Bei Plätzen sind die Maße in der Form a × b für rechteckige Anlagen und für (ungefähr) dreieckige Anlagen als a × b × c mit a als längster Seite angegeben.
Sofern die Straße auch in benachbarte Ortsteile weiterführt, gibt der Zusatz ‚im Ortsteil‘ an, wie lang der Straßenabschnitt innerhalb des Ortsteils dieses Artikels ist.
- Namensherkunft: Ursprung oder Bezug des Namens.
- Anmerkungen: weitere Informationen über anliegende Baudenkmale oder Institutionen, die Geschichte der Straße und historische Bezeichnungen.
- Bild: Foto der Straße oder eines anliegenden Objektes.

| Name/Lage                            | Länge/Maße (in Metern)                   | Namensherkunft | Datum der Benennung | Anmerkungen | Bild |
| ------------------------------------ | ---------------------------------------- | --- | ------------------- | --- | --- |
| Alemannenstraße (Lage)               | 1560                                     | Alemannen, germanischer Volksstamm | vor 1922            | Die Straße 142 des Bebauungsplans liegt zwischen Welfenallee und Neubrücker Straße. Die ruhige Wohnstraße ist überwiegend mit Einfamilienhäusern bebaut. Am Nordende der Straße führt jenseits der Stadtgrenze der Pechpfuhlweg als Rad- oder Fußweg zum Dorf Stolpe und zum Mauerweg. | Alemannenstraße |
| Am Ausblick (Lage)                   | 0190                                     | nach einer Erhöhung, die einen Ausblick bietet                                                                                         | 4. Aug. 1930        | Die ruhige Straße zwischen Maximiliankorso und Am Kringel war als Straße 150 des Bebauungsplans trassiert. | Am Ausblick |
| Am Biberbau (Lage)                   | 0210                                     | auf die Waldgegend bezogener Straßenname                                                                                               | 4. Aug. 1930        | Vorher Straße 119 nach Bebauungsplan wurde diese Siedlungsstraße 1910 benannt und liegt zwischen Burgfrauenstraße und Am Rosenanger. | Am Biberbau (Blickrichtung Burgfrauenstraße)                                                                                        |
| Am Eichenhain (Lage)                 | 1620                                     | Eichenhain, kleiner, lichter Eichenwald                                                                                                | 1910-               | Der Verkehrsweg hieß gemäß dem Bebauungsplan zuerst Straße 164. Er liegt zwischen Hainbuchenstraße und Rote Chaussee im Tegeler Forst und lief zur Zeit der Benennung unmittelbar an der Stolper Heide vorbei direkt in den Tegeler Forst. Entlang der ruhigen Wohnstraße am Stadtrand von Berlin stehen überwiegend Einfamilienhäuser. Der südliche Teil der Straße hat Durchgangsverkehr und Kopfsteinpflaster, sodass etwas mehr Verkehrslärm besteht als im nördlichen Teil der Straße, der auch nur einseitig bebaut ist. An der Ecke Neubrücker Straße liegt ein kleiner Teich. Durch ihre Nähe zur Stadtgrenze verläuft hier der Mauerweg. Die Straße ist von der Roten Chaussee als westliche Hauptverkehrsstraße nach Frohnau wichtig, was insbesondere während der West-Berliner Zeit bedeutsam war und auch als Zufahrt zur A 111. | Am Eichenhain Ecke Graneweg mit Blick nach Süd                                                                                      |
| Am Grünen Hof (Lage)                 | 0470                                     | vom Besitzer des ersten Grundstücks gewünschter Name                                                                                   | 1910-               | Zuerst war sie die Straße 148 des Bebauungsplans. Sie ist eine ruhige Wohnstraße mit Kopfsteinpflaster und überwiegend Einfamilienhäuser mit Gärten am Stadtrand von Berlin und liegt zwischen Sigismundstraße und Maximiliankorso. | Am Grünen Hof |
| Am Grünen Zipfel (Lage)              | 0170                                     | vom ersten Anlieger gewünschter Name ohne Bezug zur Umgebung                                                                           | 1910-               | Als Straße 138 trassiert liegt sie zwischen Sigismundkorso und Karmeliterweg. Das von Franz Scholz 1912 erbaute Wohnhaus Am Grünen Zipfel 5–7, im Adressbuch 1922 als Scholz'sches Haus (Ecke Dominikanerweg) vermerkt, ist ein Baudenkmalensemble. | Am Grünen Zipfel vom Sigismundkorso aus                                                                                             |
| Am Kahlschlag (Lage)                 | 0290                                     | Kahlschlag, vollständig abgeholzter Wald                                                                                               | 4. Aug. 1930        | Für die Straße 159 nach Bebauungsplan ist bis dahin vorhandener Wald beräumt worden. Sie liegt zwischen Karmeliterweg und Sigismundkorso im nach West konvexen Bogen. | Am Kahlschlag |
| Am Kringel (Lage)                    | 0190                                     | Kringel, unbestimmte Krümmung | 4. Aug. 1930        | Die Straße 151 des Bebauungsplans wurde wohl nach einer Umgebungsbesonderheit benannt. Die Straße liegt zwischen Benediktinerstraße und Ludolfingerweg nach West konvex gekrümmt. | Am Kringel |
| Am Pfingstberg (Lage)                | 0130 (im Ortsteil)                       | Pfingstberg, hiesige Erhebung | 4. Aug. 1930        | In Frohnau befinden sich die Grundstücke 29–41 (ungerade) und 30–36 (gerade), die Straße setzt sich im Süden nach Hermsdorf fort. Der Pfingstberg ist eine Erhebung in dieser Landschaft, wie sie auf einem Kartenausschnitt von 1868 nördlich der Fenne zu sehen ist. Die Straße wurde aus Straße 121 und Straße 62 im Jahr 1930 benannt. Sie liegt zwischen Am Rosenanger und Odilostraße über die Burgfrauenstraße hinweg, im nördlichen Teil verläuft ein auffälliger Bogen nach West, der dem Entenschnabel von Glienicke her ausweicht. | Am Pfingstberg |
| Am Pilz (Lage)                       | 0290                                     | pilzförmiger Unterstand an der Oranienburger Chaussee (1910 von Carl Stahl-Urach errichtet)                                            | 4. Aug. 1930        | Die Straße führt zwischen Oranienburger Chaussee und Bieselheider Weg im Bogen nordwärts um den Pilzteich. Angelegt wurde die Straße mit der Bebauung der Straße 58 des Bebauungsplans. | Am Pilz östlich vom namensgebenden Pilz · Unterstellpilz der den Namen gab                                                          |
| Am Poloplatz (Lage)                  | 0100                                     | Poloplatz der Reit- und Springschule                                                                                                   | 1. Apr. 1967        | Die Straße 37 des Bebauungsplans am Westrand des Ortsteils in Mauernähe geht östlich von der Gollanczstraße ab. Sie führt als zweibahnige Pflasterstraße mit einem Rasenstreifen in der Mitte zum „Landhaus Am Poloplatz“ (vormals Kasino des Sportplatzes), zugeordnet sind die Grundstücke nördlich 1–9 (ungerade) und 2 (gerade). Der Poloplatz wird vom Reitverein und auf dem südlicher gelegenen Sportplatz vom Fußballverein genutzt. Der Poloplatz entstand mit der Gartenstadt um 1910, um die Pololeidenschaft von Kaiser Wilhelm II. werbewirksam für Immobilieninteressenten zu nutzen. Mit der Lage am nördlichen Rand der Gartenstadt wurde die Zerndorfer Allee geteilt, auf deren Verlauf diese Anlage entstand. Das Gebiet des Poloplatzes war ein Geschenk des Fürsten von Donnersmarck an Kaiser Wilhelm II. und die Berliner. Bis 1932 konnten sich die Frohnauer beim Polospiel vergnügen. Auf dem Silva-Plan von 1925 ist die Straße 37 zwischen Straße 57 über Straße 34 (Gollanczstraße) bis zum Poloplatz verzeichnet. Die hier befindliche Kastanienallee geht noch auf die ursprüngliche Bepflanzung von 1910 zurück, die damals mit 1100 Kastanien aus den Niederlanden erfolgte. | Berlin-Frohnau Am Poloplatz · Berlin-Frohnau Am Poloplatz Landhaus · Berlin-Frohnau Poloplatz                                       |
| Am Priesterberg (Lage)               | 0220                                     | Priesterberg, überbaute Binnendüne | 1910-               | Für die Straße 173 des Bebauungsplans wurde der Name von den Anliegern gewählt. Die Straße liegt zwischen Speerweg und Hainbuchenstraße im Bogen nach Norden gekrümmt. | Am Priesterberg |
| Am Querschlag (Lage)                 | 0150                                     | Querschlag, eine Querstraße | 4. Aug. 1930        | Als Straße 147 des Bebauungsplans trassiert liegt sie quer zwischen den Hauptverkehrswegen Benediktinerstraße und Ludolfingerweg. Sie ist eine zweispurige gepflasterte Straße mit zwei Gehwegen und teils neueren Einfamilienhäusern bebaut. | Am Querschlag |
| Am Rosenanger (Lage)                 | 0820                                     | Rosenanger, nördlich der Straße liegender Schmuckplatz mit Rosen                                                                       | 1910-               | Mit dem von den Anliegern gewählten Namen wurde die Bebauungsplan-Straße 113 benannt. Die durchgehend asphaltierte Straße mit Gehwegen und am Rande bebaut mit Ein- und Mehrfamilienhäusern liegt zwischen Im Fischgrund und Langohrzeile, über letztere weiter als Sackgasse ostwärts bis vor dem Waldstreifen entlang der Chaussee. Der Rosenanger befindet sich hinter den nördlichen Grundstücken und Im Fischgrund, so ist die Straße in einem nach Süden gekrümmten Bogen geführt. | Am Rosenanger (Blickrichtung Pfingstberg)                                                                                           |
| An der Buche (Lage)                  | 0350                                     | auffällige Buche | 1910-               | Zur Namensgebung für die Straße 136 des Bebauungsplans soll eine einzeln stehende auffällige Buche zu Grunde gedient haben. Die Straße liegt zwischen Sigismundkorso und Welfenallee. | An der Buche (nahe Kreuzung Karmeliterweg)                                                                                          |
| Ansgarstraße (Lage)                  | 0290                                     | Ansgar (801–865), Erzbischof von Hamburg-Bremen, Heiliger                                                                              | 4. Aug. 1930        | Zuerst war sie die Straße 194 des Bebauungsplans. Sie verläuft zwischen Speerweg und Neubrücker Straße im Nordwestzipfel von Frohnau nach Hohen Neuendorf zur Stolper Heide hin. In dieser Stadtecke am westlichen Ende der Straße entlang der Speerstraße liegt der Friedhof Frohnau. | Ansgarstraße |
| Ariadnestraße (Lage)                 | 0360                                     | Ariadne, Gestalt der griechischen Sage                                                                                                 | 4. Aug. 1930        | Die vorherige Straße 71 des Bebauungsplans liegt zwischen Gollancz- und Zeltinger Straße. | Ariadnestraße |
| Artuswall (Lage)                     | 0720                                     | Artus, sagenhafter König der keltischen Briten                                                                                         | 4. Aug. 1930        | Die Straße 161 wurde zusammen mit der Straße 170 benannt und liegt zwischen Karmeliter- und Speerweg. In der schmalen ruhigen Wohnstraße am Stadtrand von Berlin stehen überwiegend Einfamilienhäuser mit Gärten. Zwischen Artuswall und Olwenstraße gibt es eine Fußgängerverbindung um einen verlandeten Teich. | Artuswall |
| Askaloner Weg (Lage)                 | 0250                                     | Askalon, Ort in Syrien, durch Kreuzzüge bekannt                                                                                        | 23. Jan. 1931       | Die Straße liegt zwischen Frohnauer und Kreuzritterstraße und auf der Trasse der Straße 133 des Bebauungsplans. | Askaloner Weg (Blickrichtung Kreuzritterstraße)                                                                                     |
| Auber Steig (Lage)                   | 0140                                     | Aub, unterfränkische Stadt im Landkreis Würzburg, Bayern                                                                               | 4. Aug. 1930        | Die Straße 118 des Bebauungsplans wurde 1930 zwischen Im Fischgrund und Walporzheimer Straße angelegt und benannt. | Auber Steig, Blickrichtung Walporzheimer Straße                                                                                     |
| Barthstraße (Lage)                   | 0170                                     | Theodor Barth (1849–1909), Politiker und Publizist                                                                                     | 10. Apr. 1961       | Die Straße geht westwärts von der Gollanczstraße als Sackgasse ab und biegt vor dem Pferdesportplatz nach Nord. Im Bebauungsplan war sie als Straße 385 geführt. | Berlin-Frohnau Barthstraße |
| Benediktinerstraße (Lage)            | 1130                                     | Benediktiner, katholischer Mönchsorden                                                                                                 | 1910-               | Die Straße westlich der Bahnlinie verläuft in sanften Bögen zwischen Tannenstraße und Artuswall. Sie entstand aus der Straße 144. An ihr stehen zahlreiche Villen. | Benediktinerstraße |
| Bergfelder Stadtweg (Waldweg) (Lage) | 0450                                     | Bergfelde, seit 1993 Ortsteil von Hohen Neuendorf, Nachbarort in Brandenburg                                                           | 1910-               | Der Waldweg westlich vom Hubertussee gehört zu der um 1910 geplanten Villensiedlung, die allerdings nicht umgesetzt wurde, seit 1959 ist das „Waldgelände Frohnau“ als Landschaftsschutzgebiet LSG-16 gesichert. Der Hubertussee wurde mit der Planung der Siedlung künstlich angelegt. Im Adressbuch von 1943 ist der Bergfelder Stadtweg als unbebaute Straße vom Jägerstieg abgehend zur Stadtgrenze verzeichnet. Die Privatstraße als Wanderweg ist nicht mit diesem Namen beschildert, allerdings nördlich der Utestraße als Teil des Mauerwegs markiert und führt als Fußweg über den vormaligen Mauerstreifen hinweg. | Bergfelder Stadtweg vom Hubertusweg nach Norden gesehen · Bergefelder Stadtweg von der Utestraße nach Süden gesehen                 |
| Bergfelder Weg (Lage)                | 0280                                     | Bergfelde, seit 1993 Ortsteil von Hohen Neuendorf, Nachbarort in Brandenburg                                                           | 1. Juli 1976        | Die Siedlungsstraße liegt zwischen Senheimer und Schönfließer Straße östlich vom Pferdesportplatz, vorher Straße 465. | Bergfelder Weg nördlich von der Schönfließer Straße                                                                                 |
| Bieselheider Weg (Lage)              | 0810                                     | Bieselheide, Flurbezeichnung | 4. Aug. 1930        | Die Straße bildet einen nach Westen gerichteten Bogen von der Stadtgrenze an der Rödernstraße in Glienicke und der Stadtgrenze am Schwarzkittelweg. Die Straße, vorher Straße 95 und Straße 57, führte durch die Bieselheide, wo das Forsthaus mit dem Namen „Bieselhaus“ (auf vormals Schönfließer Flur) steht. Die Anbindung zur Oranienburger Chaussee zwischen Grundstück 21 und 27 trägt den gleichen Namen, die Grundstücke 23 und 25 fehlen dabei. | Bieselheider Weg |
| Bifröstweg (Lage)                    | 0140                                     | Bifröst, die Brücke zwischen Himmel und Erde in der nordischen Mythologie, Regenbogen                                                  | 23. Jan. 1931       | Als Straße 167 eingerichtet liegt westlich ab Am Eichenhain als Sackgasse bis zur (westlichen) Stadtgrenze an der Stolper Heide. | Bifröstweg |
| Bulgenbachweg (Lage)                 | 0250                                     | Hans Müller, (genannt: von Bulgenbach, † 1525), Bauernführer des Deutschen Bauernkriegs im Schwarzwald                                 | 1. Apr. 1931        | Die Straße 95 nach Bebauungsplan angelegt, liegt zwischen Rosenplüterweg und der östlichen Stadtgrenze, dort geht sie in die Glienicker Stolper Straße über. | Bulgenbachweg |
| Bundschuhweg (Lage)                  | 0270                                     | Bundschuh, Symbol für „den Bauern“ und während des Bauernkriegs im Südwesten Deutschlands                                              | 4. Aug. 1930        | Die Straße beidseits der Oranienburger Chaussee liegt zwischen Remstaler Straße und Bieselheider Weg, vorher Straße 92. | Bundschuhweg |
| Burgfrauenstraße (Lage)              | 0740 (im Ortsteil)                       | Burgfrauen, Bewohnerinnen einer Burg                                                                                                   | 1910-               | Die Grundstücke 3–51 (ungerade) liegen in Frohnau (die gerade Straßenseite besitzt keine Grundstücke), die Straße setzt sich südwärts nach Hermsdorf mit den Grundstücken 53–133 (ungerade) und 60–132 (gerade) am Entenschnabel ostwärts fort. Vorher Straße 112 und Platz Z des Bebauungsplans wurden als Straße der Gartenstadt Frohnau benannt. Am 4. August 1930 wurde die Verlängerung (jetzt) in Hermsdorf zwischen S-Bahn-Trasse und Berliner Straße, die Straße 64, einbezogen. In West-Berlin musste zwischen 1952 und 1990 der Verkehr von der Berliner Straße (in Hermsdorf) aus kommend über die Burgfrauenstraße und die Zeltinger Straße zur Oranienburger Chaussee umgeleitet werden, da letztere bis zum Edelhofdamm und insbesondere den Entenschnabel auf DDR-Gebiet nicht befahren werden konnte. | Burgfrauenstraße: am Übertritt der Straße von Hermsdorf nach Frohnau · Berlin-Frohnau Burgfrauenstraße                              |
| Criolloweg (Lage)                    | 0310                                     | Criollo, argentinische Pferderasse | 2. Feb. 2001        | Die Straße liegt zwischen Gollanczstraße und Fuchsring, den sie als Sackgasse nordwärts fortsetzt. Der nördliche Abschnitt liegt entlang der Bahntrasse und hier befinden sich die Anliegergaragen. Die hier liegende Straße in der „Wohnanlage Am Poloplatz“ ist „pferdbezogen“ benannt. Diese öffentlich zugängliche Privatstraße wurde beim Neubau der Wohnanlage vom Anfang der 2010er Jahre, die sich am Gartenstadtcharakter des Ortsteils orientierte, angelegt. Mit 131 Doppelhaushälften und Reihenhäusern wurden 60.000 m² an der Gollanczstraße zwischen Poloplatz und der Stadtgrenze entlang der Bahnlinie angelegt. Von der Anlage der Gebäude setzt der Lipizzanerweg die Straße nach Norden im nördlichen Anlagenteil fort, ist jedoch nur durch einen Fußweg miteinander verbunden. | Berlin-Frohnau Criolloweg |
| Der Zwinger (Lage)                   | 0130                                     | Zwinger, Teil mittelalterlicher Stadtbefestigungen                                                                                     | 1910-               | Die Straße östlich der Bahnlinie liegt zwischen Burgfrauenstraße und Fürstendamm und war im Bebauungsplan als Straße 110 geführt. | Der Zwinger (Blickrichtung Fürstendamm)                                                                                             |
| Dinkelsbühler Steig (Lage)           | 0280                                     | Dinkelsbühl, Stadt im Kreis Ansbach, Bayern                                                                                            | 11. März 1937       | Die Straße wurde vor 1922 als Trabener Straße angelegt, nach einer Stadt in Rheinland-Pfalz. Sie liegt zwischen Edelhof- und Fürstendamm und wurde wohl wegen der Gleichartigkeit der Straßennamen in anderen Ortsteilen bei der Bildung von Groß-Berlin 1920 umbenannt. | Dinkelsbühler Steig |
| Donnersmarckallee (Lage)             | 0580                                     | Henckel von Donnersmarck (1830–1916), Land- und Industriebesitzer                                                                      | 4. Aug. 1930        | Schon vor 1922 wurde im Straßenverlauf die Königsallee angelegt, aber 1930 wurde die Straße 158 zusammen mit dem nördlichen Teil der Königsallee unter Ehrung von Donnersmarck und seiner Stiftung benannt. Guido Graf Henckel Fürst von Donnersmarck ist der Gründer der Fürst Donnersmarck-Stiftung zu Berlin, die Angebote mit und für Menschen mit Behinderung gestaltet. Die Straße liegt zwischen Sigismundkorso am Donnersmarckplatz und als Sackgasse über den Forstweg zur Ortsteilgrenze am Forst Tegel. | Donnersmarckallee am Karmeliterweg nordwärts · Berlin-Frohnau Donnersmarckallee                                                     |
| Donnersmarckplatz (Lage)             | 0140 × 80                                | Henckel von Donnersmarck (1830–1916), Land- und Industriebesitzer                                                                      | 9. Nov. 1926        | Im Bebauungsplan wurde der Platz D1 projektiert, er liegt südwestlich im Winkel der Alemannenstraße und Sigismundkorso und der Donnersmarckallee am westlichen Rand. Zwischen 1928 und 1929 ist die Straße Am Donnersmarckplatz, die den südlichen Abschluss des Platzes bildete, in den Donnersmarckplatz einbezogen worden. Guido Graf Henckel Fürst von Donnersmarck gründete in Frohnau die Fürst Donnersmarck-Stiftung zu Berlin, die Angebote mit und für Menschen mit Behinderung gestaltet. Er stiftete nach den Erfahrungen aus dem Ersten Weltkrieg 1916 eine Fläche für diese Anlage. Im Übrigen hat Donnersmarck mit der BTC die Ausführung der Gartenstadt Frohnau vorangetrieben. | Donnersmarckplatz · Berlin-Frohnau Donnersmarckplatz                                                                                |
| Edelhofdamm (Lage)                   | 0850                                     | Edelhof, Lieblingsplatz von König Heinrich I.                                                                                          | 31. Aug. 1937       | Vor 1925 wurde diese Straße im Gebiet nordöstlich der Bahnlinie als Kaiserpark angelegt. So gehört die Straße zwischen Zeltinger Platz und Oranienburger Chaussee zu den Hauptverbindungsstraßen in Frohnau und ist überwiegend mit Einfamilienhäusern bebaut. Die Straße hat zwei Fahrspuren die durch einen parkähnlichen Mittelstreifen (seit 2011: Josef Brix und Felix Genzmer Park) geteilt sind. Ein von Lesser 1910 gestalteter Pavillon an der Oranienburger Chaussee markiert den Eingang in die Gartenstadt. An der Ecke Enkircher Straße liegt ein Tempelberg (Buddhistisches Haus), der auch für Besucher geöffnet ist. Gegenüber in der Parkanlage steht ein Gedenkstein für Herbert Bauer und ein Fragment eines korinthischen Säulenkapitells vom alten Berliner Dom. Früher hieß die Straße (Am) Kaiserpark. | Berlin-Frohnau Edelhofdamm Das Buddhistische Haus Eingang · Josef Brix Felix Genzmer Park                                           |
| Elfriedestraße (Waldweg) (Lage)      | 870                                      | Elfriede, weiblicher Vorname | 1910-               | Der gepflasterte Waldweg in diesem voll erschlossenen Waldgebiet, entstand in der Zeit der Entwicklung der Gartenstadt Frohnau zum Villenvorort. Die hier liegenden Grundstücksspekulationen von 1909/1910 scheiterten in der Vollendung und der Wald holte sich sein Gebiet zurück. Im Adressbuch 1943 ist die Elfriedestraße als unbebaute Sackgasse von der Oranienburger Chaussee verzeichnet. Seit 1959 ist das „Waldgelände Frohnau“ als Landschaftsschutzgebiet gesichert. Auf der Silvakarte von 1925 ist die Straße zwischen Straße 22 und Bergfelder Stadtweg südlich parallel zur Elisabethstraße eingezeichnet. Dabei ist die Straße 10 ihre Verlängerung nach Westen über die Oranienburger Chaussee bis an die Bahnlinie an der Stadtgrenz.e | Elfriedestraße |
| Eltviller Straße (Lage)              | 0190                                     | Eltville am Rhein, größte hessische Stadt im Weinbaugebiet Rheingau                                                                    | 1910-               | Die Straße 116 des Bebauungsplans der Gartenstadt Frohnau wurde im Jahr 1910 passend zu den (nordwestlich) parallel liegenden Straßen nach einem Weinbauzentrum benannt. Sie liegt zwischen Fürstendamm und Markgrafenstraße. | Eltviller Straße |
| Enkircher Straße (Lage)              | 0720                                     | Enkirch, Ortsgemeinde im Weinbaugebiet an der Mosel, unterhalb von Traben-Trarbach                                                     | 4. Aug. 1930        | Die Straße zwischen Edelhof- und Fürstendamm war vor 1922 als Kirchsteig benannt worden, wobei das 1923 fertiggestellte Buddhistische Haus namensgebend war, die evangelische Kirche entstand erst 1936 nach Plänen von Krüger. Bei den Namensgebungen 1930 wurde dieser Steig mit der Straße 99 zusammengefasst und wie hier umliegende Straßen nach einem Weinbauzentrum benannt. | Das Buddhistische Haus in der Enkircher Straße · Berlin-Frohnau Enkircher Straße                                                    |
| Eßlinger Steig (*) (Lage)            | 0520                                     | Eßlingen am Neckar, Stadt zehn Kilometer südöstlich der Stadtmitte Stuttgarts am Neckar                                                | 4. Aug. 1930        | Der Eßlinger Steig liegt im Bereich des vormaligen Mauerstreifens. Im Adressbuch von 1933 und von 1943 ist er als unbebaut vom Oppenheimer Weg abgehend verzeichnet. Die aktuelle amtliche Karte zeigt ihn vom Zerndorfer Weg weiterführend zum Fürstendamm 40, einem bebauten Grundstück. Dieser Steig ist auf der Karte des bezirklichen Vermessungsamtes markiert, aber er liegt im 100 Meter breiten Waldstreifen westlich der Oranienburger Chaussee, an deren Westrand hier die Stadtgrenze liegt. Zufahrten hat dieser markierte Verlauf vom Oppenheimer Weg 16–22 und die von den Grundstücken Oppenheimer Weg 6 und Enkircher Straße 43 sind hier überbaut. In der RBS-Datenbank des Stadtentwicklungsplans Verkehr ist diese Straße nicht aufgenommen, sie liegt letztlich auf der Binnendüne, die westlich den Verlauf der Oranienburger Chaussee bestimmte. Sie liegt auf der Trasse des Wegs 46 der über die zwischen 1911 und 1944 bestehende Brücke Am Fürstendamm führte und zum heutigen Am Rosenanger führte. Die hölzerne Brücke brannte 1944 ab und nur der nördliche Brückenturm blieb stehen, in dem sich ein Umspannwerk befindet. Im 21. Jahrhundert führt hier ein Fußweg auf der bewaldeten Binnendüne entlang, zu Mauerzeiten war es ein Grenzwaldweg mit Blick nach Osten zu Glienicke/Nordbahn. | Hier wäre die Zufahrt zum Eßlinger Steig vom Oppenheimer Weg aus                                                                    |
| Forstweg (Lage)                      | 1190                                     | Weg entlang des Tegeler Forstes | vor 1910            | Der Forstweg zwischen Frohnauer Straße und Pirschweg liegt im Süden des Ortsteils, hinter dessen südlichen Grundstücken liegt die Ortsteilgrenze mit dem Tegeler Forst. Vorher Straße 140 des Bebauungsplans wurde am 4. August 1930 die westliche Verlängerung des Wegs, Straße 157, einbezogen. | Berlin-Frohnau Forstweg · Berlin-Frohnau Forstweg                                                                                   |
| Franziskastraße (Waldweg) (Lage)     | 1460                                     | Franziska, weiblicher Vorname | 1910-               | Es handelt sich um einen gepflasterten Waldweg, der zur Zeit der Entwicklung der Gartenstadt Frohnau zum Villenvorort entstand, seit 1959 als Landschaftsschutzgebiet gesichert. In diesem voll erschlossenen Waldgebiet werden misslungene Grundstücksspekulationen aus dem frühen 20. Jahrhundert sichtbar. Alle Waldwege haben Straßennamen, sind gepflastert und teilweise mit Bordsteinen versehen. Hier sollte bereits 1909 ein Villenvorort entstehen. Stattdessen ist dort Wald gewachsen und der künstlich angelegte Hubertussee dient als Naherholungsgebiet. Im Adressbuch von 1943 ist die Franziskastraße als unbebaute Sackgasse von der Oranienburger Chaussee verzeichnet. | Franziskastraße |
| Frohnauer Straße (Lage)              | 0830 (im Ortsteil)                       | Frohnau, hier liegender Ortsteil des Bezirks Reinickendorf, Richtung von Hermsdorf her                                                 | 6. Aug. 1937        | Im Ortsteil liegen zwischen Sigismundkorso und Ortsteilgrenze die Grundstücke 112–168 (gerade) und 113–165 (ungerade). Die Straße setzt sich nach Hermsdorf zum Hermsdorfer Damm fort. Die Straße hieß im Ortsteil zunächst (vor 1922) Hermsdorfer Steige und ist wohl bei der Planung der Gartenstadt im Jahre 1909 als Villenkolonie auf dem Gelände des Gutsbezirks Stolpe als Straße 7 projektiert und angelegt worden. 1910 war Frohnau eine selbstständige Verwaltungseinheit im Kreis Niederbarnim. Die Frohnauer Straße von Hermsdorf aus ist auf einer Karte von 1908 namentlich eingezeichnet und war eine Zufahrtsstraße beim Anlegen der „Gartenstadt“. Am 6. August 1937 wurde die Hermsdorfer Steige in Frohnauer Straße umbenannt. | Berlin-Frohnau Frohnauer Straße · Berlin-Frohnau Frohnauer Straße 144a                                                              |
| Fuchsring (Lage)                     | 0470                                     | Fuchs, Pferd mit Fell, Mähne und Schweif in Braun                                                                                      | 22. Feb. 2002       | Der Fuchsring geht nach Süden vom und zum Criolloweg und verlängert diesen im Südabschnitt. Er befindet sich in der „Wohnanlage am Poloplatz“, der auch die Namensgebung der öffentlich zugänglichen Privatstraße beeinflusste. Diese Ringstraße wurde beim Neubau einer Wohnanlage, die sich am Gartenstadtcharakter des Ortsteils orientierte, angelegt. Mit 131 Doppelhaushälften und Reihenhäusern wurden 60.000 m² an der Gollanczstraße zwischen Poloplatz und der Stadtgrenze entlang der Bahnlinie angelegt. Am westlichen Abschnitt des Rings entlang der Bahntrasse befindet sich der Garagenkomplex der Anwohner. | Fuchsring |
| Fuchssteinerweg (Lage)               | 0580                                     | Graf von Fuchssteiner (16. Jahrhundert), pfalzgräflicher Kanzler, (angeblich) Verfasser des Programms der Bauernerhebung im Allgäu     | 31. Jan. 1931       | Die nach Bebauungsplan projektierte Straße 81 wurde 1931 angelegt und benannt. Sie liegt als S-förmiger Bogen zwischen Zeltinger Straße und Hofjägerallee. | Fuchssteinerweg |
| Fürstendamm (Lage)                   | 1360                                     | Fürst, höchster Adelstitel, zu denen die Markgrafen gehörten                                                                           | 1910-               | Die Straße 109 des Bebauungsplans wurde 1910 benannt und liegt zwischen Zeltinger Platz und Oranienburger Chaussee, die hier aber schon östlich der Stadtgrenze in Glienicke/Nordbahn liegt, von ihm geht die Markgrafenstraße ab. An der Straße liegen mehrere Kulturdenkmale, so in Nummer 40 das Frohnauer Transformatorenhaus. Nördlich der Straße liegt der Fürstenteich. Der Fürstendamm ist ursprünglich das Eingangstor von Glienicke/Nordbahn her. Die Straße verläuft nordwestwärts zur Frohnauer Brücke (vormals Bahnhofsbrücke) und von da weiter durch Im Fischgrund erreicht sie die im Süden liegende Fischgrundbrücke. Zwischen 1911 und dem Brand im Jahr 1944 führte die „Brücke am Fürstendamm“ über die Straße, die am östlichen Ende eine nahezu zehn Meter hohe Binnendüne durchbricht. Diese Brücke führte einen Weg auf die Höhe der Binnendüne, die die Lage der östlicher in Glienicke liegenden Oranienburger Chaussee beeinflusste, über den damaligen „Ortseingang“. Durch den Entenschnabel bedingt, führte diese Straße / Weg 96 im Süden westwärts abbiegend zum Rosenanger. | Berlin-Frohnau Fürstendamm · Fürstendamm von Glienicke/Nordbahn Oranienburger Chaussee auf den Ostbeginn der Straße                 |
| Gawanstraße (Lage)                   | 0690                                     | Gawan, Sagengestalt der walisischen Mythologie und daraus der Artuslegenden und der Suche nach dem Gral                                | 4. Aug. 1930        | Die Straße 152 und Straße 153 wurden zusammengefasst mit Bezug zu den Namen der südwestlich liegenden Straßen nach einem „Gralsthema“ benannt. Sie liegt zwischen Alemannen- und Benediktinerstraße. | Berlin-Frohnau Gawanstraße |
| Geierpfad (Lage)                     | 0200                                     | Geier, Trivialbezeichnung für eine Reihe der Greifvögel, meist Aasfresser                                                              | 4. Aug. 1930        | Die Straße geht neben der Stadtgrenze (im Osten des Ortsteils) als Sackgasse vom Schwarzkittelweg ab und setzt sich dann als Waldweg zum Jägerstieg fort. Sie gehört in diesem nördlichen Teil zu dem nicht umgesetzten Projekt einer Villensiedlung, vormals Straße 24. Ein Teil dieser Bebauung ist das Rehabilitationszentrum Fürst Donnersmarck-Haus. Der Mauerweg verläuft über diese Straße und liegt hier auf vormals West-Berliner Gebiet. | Geierpfad |
| Glambecker Weg (Lage)                | 0020 (im Ortsteil)                       | Glambeck, seit 2002 Ortsteil von Friedrichswalde bei Joachimsthal im Barnim                                                            | 13. Juni 1936       | Die Grundstücke 44 und 45 gehören zu Frohnau (nach LOR), die Straße nach Süden gehört zu Hermsdorf. Die Straße hat nach Frohnau hinein die Richtung zur Kreuzung Frohnauer Straße/Kammgasse, doch die zwischenliegenden Grundstücke sind an jener Straße ausgerichtet, wodurch der (wohl) später angelegte Glambecker Weg, Straße 2 des Bebauungsplans, nicht in Frohnau hineinging. | Glambecker Weg |
| Gollanczstraße (Lage)                | 1380                                     | Victor Gollancz (1893–1967), britisch-jüdischer Verleger                                                                               | 26. Juli 1955       | Die Straße setzt im Süden die Ariadnestraße fort und geht am Nordende über den Ponyweg als Sackgasse mit dem Grundstück 145 (westlich) zur Straßenbrücke unter der Bahnlinie, sie endet an der Stadtgrenze, die hier eine Spitze nach Westen bildet. Auf brandenburgischem Gebiet (Hohen Neuendorf) führt ein Fuß- und Fahrweg weiter, der aber mit einem Verkehrsschild Fahrverbot und Sperrsäulen markiert ist, zum Mauerweg. Ein Fußweg setzt sich östlich entlang der Bahnlinie (Stadtgrenze) fort, der ursprünglich dem Kniggeweg angehörte, auf diesem ist das Grundstück 144 (gerade an der östlichen Straßenseite) zu erreichen, dessen Gebäude 350 Meter entfernt sind. Östlich vom Straßenlauf liegen Ludwig-Lesser-Park und nördlich der Neubrücker Straße der Poloplatz. Die Straße wurde vor 1922 als Speestraße benannt, nach dem Offizier der Kaiserlichen Marine Maximilian von Spee (1861–1914) der im Ersten Weltkrieg vor den Falklandinseln gefallen war. Sie wurde dann am 28. September 1935 nach dem Spion Carl Hans Lody (1877–1914) benannt, der während des Ersten Weltkriegs in England ergriffen und hingerichtet wurde. Während der nur kurzen Zugehörigkeit Reinickendorfs zum Britischen Sektor erhielt sie den Namen nach Edith Cavell (1865–1915), einer britischen Krankenschwester, die im Ersten Weltkrieg in Belgien wegen Fluchthilfe für alliierte Soldaten hingerichtet wurde. Diese Umbenennung durch die Alliierten ist wohl nie amtlich bestätigt worden, bis 1955 die Straße nach Gollancz benannt wurde. Am 9. Februar 1956 wurde die Straße 34 und am 1. September 1981 auch die Straße 60 einbezogen. Auf der Silvakarte von 1925 ist die Speestraße nach Norden als Straße 34 bis zum Jägerstieg/Straße nach Zerndorf an der Stadtgrenze eingezeichnet. | Berlin-Frohnau Gollanczstraße · Berlin-Frohnau Gollanczstraße Baumschule · Berlin-Frohnau Gollanczstraße                            |
| Gralsburgsteig (Lage)                | 0890                                     | Gralsburg, Aufbewahrungsort des Grals                                                                                                  | 4. Aug. 1930        | Die Straße zwischen Maximiliankorso und Neubrücker Straße war die Straße 123 des Bebauungsplans. Die östliche Straßenseite verläuft an der Bahnlinie entlang. | Berlin-Frohnau Gralsburgsteig |
| Gralsritterweg (Lage)                | 0350                                     | Gralsritter, Hüter des Grals auf der Gralsburg                                                                                         | 4. Aug. 1930        | Die Straße 179 und Straße 195 des Bebauungsplans wurden 1930, wie mehrere umliegende Straßen, nach Themen der nordischen Mythologie benannt. Am 1. April 1967 wurde der nördliche Abschnitt des Weges in Gurnemanzpfad umbenannt, da die Straße durch einen Schulbau unterbrochen war. Die Straße liegt somit zwischen Stolzingstraße und Laurinweg. | Gralsritterweg |
| Graneweg (Lage)                      | 0190                                     | Grane, in der nordischen Mythologie das Ross Sigurds                                                                                   | 10. Apr. 1931       | Die Straße 165 des Bebauungsplans liegt als Stichstraße zwischen Am Eichenhain und der Stadtgrenze zur Stolper Heide. Er gehört zum Westen des Ortsteils und befindet sich südlich parallel zum Helweg. Die Namenswahl bezieht sich auf die Wirkung von Richard Wagners Götterdämmerung in den 1930er Jahren, in der das Pferd Grane im Vorspiel genannt ist. 1932 ist die Straße noch unbebaut Laut Adressbuch 1936 sind linksseitig die Grundstücke 1–15 (13 ist bebaut) und rechtsseitig die Grundstücke 2–16 parzelliert, wovon 4, 13 und 16 bebaut und bewohnt sind und 2 ist noch unbebaut. | Ecke Am Eichenhain Graneweg mit Blick in den Graneweg nach Ost                                                                      |
| Gurnemanzpfad (Lage)                 | 0350                                     | Gurnemanz von Graharz, Greis in Wolfram von Eschenbachs Dichtung Parzival                                                              | 1. Apr. 1967        | Eine ruhige Wohnstraße am Stadtrand mit überwiegend Einfamilienhäusern. Die Straße endet sowohl im nördlichen (an der Stadtgrenze) als auch im südlichen Teil als Sackgasse, selbst für Fußgänger nicht weiter. 1967 wurde der nördliche Abschnitt des durch einen Schulbau unterbrochenen Gralsritterwegs umbenannt, wie weitere Straßen in diesem Gebiet aus der nordischen Mythologie. | Gurnemanzpfad |
| Gutshofstraße (Lage)                 | 0670                                     | Gutshof, in Preußen zumeist das verwaltungsmäßige und wirtschaftliche Zentrum des Gutsbezirks                                          | 9. Nov. 1926        | Als Straße 78 wurde der Name 1926 vergeben. Die ausgebaute Siedlungsstraße mit Ein- und Mehrfamilienhäusern und im Süden neuerbauten Einfamilienhäusern liegt zwischen Edelhofdamm und Weislingenstraße und damit im Bereich des vormaligen Gutshofs. | Gutshofstraße nach Süd gesehen |
| Haflingerpfad (Lage)                 | 0080                                     | Haflinger, Gebirgspferd, später robustes Freizeitpferd zum Reiten                                                                      | 22. Feb. 2002       | Die Straße liegt zwischen Lipizzaner- und Mustangweg und wurde beim Neubau der Wohnanlage Am Poloplatz zu Beginn der 2010er Jahre angelegt und orientiert sich mit 131 Doppelhaushälften und Reihenhäusern auf 60.000 m² am Gartenstadtcharakter des Ortsteils, gelegen zwischen Poloplatz und der Stadtgrenze entlang der Bahnlinie. Der Poloplatz beeinflusste die Namensgebung der Straßen nach Pferderassen und -arten. Die öffentlich zugängliche Privatstraße erschließt die Grundstücke zwischen Gollanczstraße und Lipizzanerweg am Bahndamm. | Haflingerpfad vom Mustangweg südwärts                                                                                               |
| Hainbuchenstraße (Lage)              | 1080                                     | Hainbuche, ein mittelgroßer, laubabwerfender Baum in Europa und Westasien                                                              | 1910-               | Die Straße liegt im Nordwestzipfel des Ortsteils zwischen Maximiliankorso und Am Eichenhain, vorher Straße 174. | Hainbuchenstraße |
| Hambacher Weg (Lage)                 | 0170                                     | Hambach, bis 1969 selbstständige Gemeinde                                                                                              | 4. Aug. 1930        | Angelegt als Straße 117, geht der Weg südlich vom Fürstendamm als Sackgasse zur Walporzheimer Straße. Hambach ist seit Stadtteil der kreisfreien Stadt Neustadt an der Weinstraße in Rheinland-Pfalz, weitere hier liegende Straßen sind nach Weinorten benannt. Der namensgebende Ort wurde durch das Hambacher Fest bekannt. | Berlin-Frohnau Hambacher Weg |
| Hangweg (Lage)                       | 0150                                     | zur Stolper Heide ansteigender Weg | 24. Sep. 1936       | Die Straße liegt westwärts vom Am Eichenhain zur Stadtgrenze. Nach Bebauungsplan als Straße 168 eingerichtet. Die ruhige Wohnstraße mit gartenumgebenen Einfamilienhäusern ist schmal und hat Anschluss an den Mauerweg. Die hier liegende Erhebung beruht auf einer Binnendüne. | Hangweg |
| Hattenheimer Straße (Lage)           | 0350                                     | Hattenheim, Ortsteil von Eltville am Rhein, Rheingau-Taunus-Kreis                                                                      | 4. Aug. 1930        | Die Straße liegt zwischen Im Fischgrund und Fürstendamm. Die Straße 113 nach dem Bebauungsplan wurde 1930 wie umliegende Straßen nach Weinorten benannt. | Hattenheimer Straße südwärts des Fürstendamms                                                                                       |
| Heerruferweg (Lage)                  | 0200                                     | Heerrufer, für das Werben von Soldaten und Söldnern für das Heer zuständig                                                             | 24. Sep. 1936       | Die Straße liegt zwischen Hainbuchenstraße und Speerweg, vorher Straße 176. | Heerruferweg |
| Helweg (Lage)                        | 0140                                     | Hel, Göttin des unterirdischen Totenreichs der nordischen Mythologie                                                                   | 4. Aug. 1930        | Die Straße liegt als Sackgasse westlich von Am Eichenhain zur Stadtgrenze, parallel zu Bifröst- und Graneweg und war als Straße 166 im Bebauungsplan trassiert. Die Namenswahl bezieht sich auf die Wirkung von Richard Wagners Götterdämmerung in den 1930er Jahren und die in Frohnau herrschende Vorliebe nach Straßennamen mit Bezug zur germanischen Mythologie. 1936 ist die Straße noch unbebaut. Für 1943 sind die Grundstücke 3 und 5 bebaut und bewohnt, 7 ist ein Sommerhaus, auf der rechten (nördlichen) Seite zum Forst hin sind ebenfalls Sommerhäuser verzeichnet. | Helweg |
| Hofjägerallee (Lage)                 | 0400                                     | Hofjäger, am Hof angestellte Jäger | 1910-               | Die Straße liegt zwischen Markgrafenstraße und Zerndorfer Weg am Konzer Platz, Straße 80 des Bebauungsplans. | Hofjägerallee |
| Hohenheimer Straße (Lage)            | 0620                                     | Hohenheim, seit 1942 Stadtteil von Stuttgart                                                                                           | 1910-               | Die Straße liegt zwischen Dinkelsbühler Steig und Enkircher Straße und ist nach Bebauungsplan Straße 106. | Hohenheimer Straße |
| Horandweg (Lage)                     | 0510                                     | Horand, Sänger aus dem Gudrun-Lied | 4. Aug. 1930        | Der Weg ist eine ruhige Wohnstraße am Stadtrand mit Einfamilienhäusern bebaut. Er liegt zwischen Alemannen- und Neubrücker Straße und endet über diese im Norden als Sackgasse, hier gibt es auch für Fußgänger keine Durchgangsmöglichkeit zum Mauerweg. Er wurde aus der Straße 180 gebildet und 1936 wurde auch die Privatstraße 200 einbezogen. | Horandweg |
| Hubertusweg (Lage)                   | 0980                                     | Hubertus (um 656–727), Bischof von Lüttich, Heiliger                                                                                   | 1910-               | Diese in der gesamten Länge gepflasterte Straße mit Gehwegen und sichtbarer Bordsteinkante liegt im „Waldgelände Frohnau“ im Norden des Ortsteils, seit 1959 als Landschaftsschutzgebiet gesichert. Dieses Gelände war um 1910 für einen Villenvorort der Gartenstadt Frohnau vorgesehen. Der Hubertusweg ist entlang der Straße 4 des Bebauungsplans angelegt. Der damalige Wald ist größtenteils erhalten, da die Grundstücksspekulation um 1900 nicht gelang. Die Waldstraße führt östlich der Oranienburger Chaussee als Sackgasse bis zum südlich gelegenen „Künstlerhof Frohnau“ (Adresse Hubertusweg 60). Dessen in der NS-Zeit errichtete Gebäude dienten ursprünglich als Lazarett, aber auch nach dem Krieg fanden bis 1998 hier Verwundete, Kranke und teilweise auch Flüchtlinge Aufnahme. Ende der 1990er Jahre übernahm der ‚Verein Künstlerhof Frohnau‘ das Grundstück. Nach umfangreichen Restaurierungen haben sich auf dem Hof inzwischen einige feste Bewohner, vor allem aber Maler, Bildhauer, Keramiker, Glaskünstler, Grafiker, Musiker und Videokünstler niedergelassen: 36 Ateliers sind Ende 2015 hier registriert. Mit einem Schlagbaum abgesperrt und damit nur gelegentlich öffentlich zugängig, geht die Forststraße als Privatstraße und Waldweg weiter zum künstlich angelegten Hubertussee. Die Straße endet an der Kreuzung mit der Franziskastraße vor dem Bieselfließ und dem Tripelpunkt der Grenzen von Frohnau, Glienicke/Nordbahn und Hohen Neuendorf. Am 23. April 1971 wurde der Abschnitt des Hubertuswegs westlich der Oranienburger Chaussee zur Invalidensiedlung in Staehleweg umbenannt. Im Adressbuch 1943 ist der Hubertusweg mit Neubauten der Invalidenhaussiedlung zwischen Albert-Heinrich-Straße und Eberhardstraße genannt und östlich der Nordbahn mit einem unbebauten Abschnitt zwischen Knigge- und Wildkanzelweg. Im weiteren Verlauf ist das „Landhaus am Hubertusweg“ der Stiftung Fürst Donnersmarck-Institut bezeichnet, was wohl zum Künstlerhof wurde. Auf der Silvakarte von 1925 ist der Weg zwischen der westlichen und der östlichen Stadtgrenze eingezeichnet. | Hubertusweg Blick vom Waldabschnitt zur öffentlichen Straße · Berlin-Frohnau Hubertusweg                                            |
| Huttenstraße (Lage)                  | 0400                                     | Ulrich von Hutten (1488–1523), Publizist, Humanist                                                                                     | 1910-               | Die Straße liegt zwischen Senheimer und Schönfließer Straße. Im Bebauungsplan als Straße 64 vermerkt. | Huttenstraße |
| Idastraße (Waldweg) (Lage)           | 0110                                     | Ida, weiblicher Vorname | 1910-               | Die Idastraße ist eine abgesperrte Forststraße im „Waldgelände Frohnau“. Im Adressbuch 1943 ist sie als unbebaute Sackgasse von der Franziskastraße abgehend verzeichnet. Die Pflasterstraße wurde als Zufahrtsstraße für den nicht realisierten Villenvorort der Gartenstadt Frohnau angelegt, aber nicht bebaut, da das Projekt scheiterte, seit 1959 als Landschaftsschutzgebiet gesichert. | Idastraße nordwärts vom Hubertusweg                                                                                                 |
| Im Amseltal (Lage)                   | 0920                                     | Tal mit Amseln | 1910-               | Die Straße liegt zwischen Ludolfingerweg und Neubrücker Straße. Die Straße 186 wurde auf Grundstücksbesitzervorschlag benannt. Am 2. Juni 1937 wurde die in der Verlängerung nördlicher liegende Straße 146 einbezogen. | Im Amseltal · Berlin-Frohnau Im Amseltal Amselteich                                                                                 |
| Im Fischgrund (Lage)                 | 0930                                     | Fischtal, alte Flurbezeichnung | 4. Aug. 1930        | Die Straße wurde anfangs (vor 1922) Fischtalweg genannt und erhielt, 1930 durch die Straße 132 verlängert, ihren heutigen Namen zwischen Burgfrauenstraße und Langohrzeile. „Für die Gesundheit der damals noch nicht sehr zahlreichen Frohnauer Bevölkerung sorgten […] Dr. Weydemann in seiner Praxis am Fischgrund 1 (ehem. Fischtalweg) […] Eine Apotheke gab es damals noch nicht in Frohnau.“ (Rudolf Neumann (1915): ) 1922 ist erst die Hälfte der Grundstücke bebaut, aber es bestehen Baustellen. Die Straße nahm von Beginn an die Trasse vom (geplanten) Ortseingang an, der Oranienburger Chaussee in Glienicke/Nordbahn, der 1911–1944 durch die „Brücke am Fürstendamm“ markiert war, zur Fischgrundbrücke (anfangs: Schwarze Brücke) und bot so die Zufahrt in den Frohnauer Teil westlich der Bahnlinie. Die Bahnbrücke hieß bis 11. April 1986 Kreuzritterbrücke und wurde an diesem Tage in Fischgrundbrücke umbenannt. | Im Fischgrund Höhe Auberg Steig ostwärts · Berlin-Frohnau Im Fischgrund                                                             |
| Invalidensiedlung (Lage)             | 1270                                     | Invalidensiedlung, durch Verlegung des Invalidenhauses für Kriegsinvalide in Berlin                                                    | 1938                | Nach 1967 fielen alle Straßennamen innerhalb dieser Siedlung fort, sodass sie als Ganzes amtliches und postalisches Objekt mit den Häusern 1–53 (ungerade) und 2–46 (gerade) ist. Die Siedlung liegt direkt an der Berliner Stadtgrenze zu Hohen Neuendorf in der nördlichsten Ecke Berlins und geht auf das Invalidenhaus an der Charité in Berlin-Mitte zurück. Die durchführende Straße schließt an die Staehlestraße und nach dem Fall der Berliner Mauer 1990 besteht auch ein Anschluss nordwärts auf brandenburgischem Gebiet zur Neuendorfer Florastraße, allerdings für Autos als Sackgasse. Die Wohnungen werden nur an Schwerbehinderte mit einer Behinderung von mindestens 50 % vermietet. | Frohnau Invalidensiedlung Landhaus Hubertus · Westlicher Straßenteil: vormals Albert-Heinrich-Straße                                |
| Jägerstieg (Waldweg) (Lage)          | 920                                      | in der Bedeutung „Weg für den Jäger“                                                                                                   | 1910-               | Die 1910 angelegte Straße liegt zwischen der Zerndorfer Allee (Ecke Gollanczstraße) und dem Bergfelder Stadtweg über die Oranienburger Chaussee hinweg. Die im Gebiet liegenden Straßen waren für einen Villenort zur Gartenstadt Frohnau geplant, trassiert, teilweise angelegt und benannt worden, seit 1959 als Landschaftsschutzgebiet gesichert. Der Jägerstieg entspricht der Straße 18 des Bebauungsplans. Auf diesem Waldweg verläuft ein Teil des Mauerwegs entlang der Grenzer- und Zollwege im Bereich der vormals hier stehenden Berliner Mauer. Im Adressbuch von 1943 ist der Jägerstieg als unbebaute Sackgasse von der Kniggestraße abgehend zwischen der westlichen und östlichen Stadtgrenze verzeichnet. Der Stieg ist von der Oranienburger Chaussee nach Osten beschildert. Er ist als Privatstraße ausgewiesen und an der Zufahrt durch einen Schlagbaum abgesperrt. Nördlich vom Jägerstieg stand von 1977 bis zur Sprengung 2009 der 358 Meter hohe „Fernsprechrelaisturm“ der Richtfunkanlage Berlin-Frohnau. Er stellte ab 1980 – neben den Anlagen am Fernmeldeturm Berlin-Schäferberg – Richtfunkverbindungen nach Westdeutschland bereit, um während der Mauerzeit die Telefon- bzw. Rundfunk-/Fernsehübertragungen von und nach Westdeutschland sicherzustellen. Die Anlage diente nur dem Richtfunk und zu keiner Zeit der Aussendung von Rundfunkprogrammen. | Jägerstieg mit dem Mauerweg vom Hubertusweg südwärts · Jägerstieg östlich von der Oranienburger Chaussee                            |
| Jostweg (Lage)                       | 0200                                     | Joß Fritz (1470–1525), Führer im Bauernkrieg für den Bundschuh                                                                         | 31. Jan. 1931       | Vorher Straße 31 liegt sie zwischen Remstaler Straße und Oranienburger Chaussee. | Jostweg |
| Kammgasse (Lage)                     | 0370                                     | (wohl) nach der Kammlage auf der Erhöhung der hier liegenden Binnendüne                                                                | 4. Aug. 1930        | Die Kammgasse eine drei Meter breite gepflasterte verkehrsberuhigte Einbahnstraße mit breiten baumbewachsenen Gehwegen liegt zwischen Frohnauer Straße und Mattersburger Weg am Südrand des Ortsteils teilweise mit Mehrfamilienhäusern bebaut. Angelegt wurde sie im Zuge der Straße 139 des Bebauungsplans. 1933 ist sie noch als Sackgasse von der Hermsdorfer Steige aus unbebaut. | Kammgasse |
| Karmeliterweg (Lage)                 | 0930                                     | Karmeliterorden, katholischer Bettelorden                                                                                              | 4. Aug. 1930        | Die vor 1922 als Dominikanerweg nach dem Predigerorden benannte Straße 41 lag zwischen Bahnhofplatz und Hermsdorfer Steige. Unter Einbeziehung des westwärts führenden Asts der vor 1922 projektierten (Straße 143), aber zu diesem Zeitpunkt noch unbebauten Königsallee wurde der neue Straßenzug 1930 benannt. Die Straße liegt zwischen Ludolfingerplatz und Am Eichenhain über die Donnersmarckallee hinweg. | Karmeliterweg (westwärts des Ludolfingerplatzes)                                                                                    |
| Kasinoweg (Lage)                     | 0400                                     | ,Das Casino’, erstes Café in Frohnau                                                                                                   | 1910                | Der Kasinoweg liegt zwischen Welfenallee/Knappenpfad und Kreuzritterstraße/Fischgrundbrücke, dabei am Bahnlinie entlang. Das Kasino in der Gartenstadt Frohnau wurde bereits in einem „Taschenbuch für die Umgebung Berlins“ aus dem Jahre 1915 angepriesen. „Der Kasinoturm wurde als Teil eines Ensembles, das auch den Bahnhof und das Kasino umfasste, am 1. Mai 1910 fertiggestellt, sechs Tage vor der Gründungsfeier der Gartenstadt.“ | Berlin-Frohnau Kasinoweg |
| Katzensteg (Lage)                    | 0130                                     | ,Katzensteg’, Roman von Hermann Sudermann (1857–1928)                                                                                  | 4. Aug. 1930        | Vorher Straße 82 liegt sie zwischen Edelhofdamm und Fuchssteiner Weg. | Katzensteg |
| Klarastraße (Waldweg) (Lage)         | 0400                                     | Klara, weiblicher Vorname | 1910-               | Die Straße liegt zwischen Hubertusweg und Utestraße und gehört zum Waldgelände Frohnau, für den zum Beginn des 20. Jahrhunderts ein Villenort geplant war, es wurden bereits Straßen angelegt und auch benannt, ohne dass das Projekt umgesetzt wurde. Im Adressbuch von 1943 ist sie als unbebaute Sackgasse von der Franziskastraße abgehend verzeichnet, wobei anfangs die Schreibung Clarastraße war. Auf der Silvakarte von 1925 ist die Straße zwischen Oranienburger Chaussee / Ecke Straße 10 und der Gertrudstraße bis an die nördliche Stadtgrenze eingezeichnet. Seit 1959 ist das „Waldgelände Frohnau“ als Landschaftsschutzgebiet gesichert. | Klarastraße |
| Knappenpfad (Lage)                   | 0210                                     | Knappe, ritterbürtiger Mann, der bei einem Ritter das Waffenhandwerk erlernte                                                          | 4. Aug. 1930        | Der Knappenpfad liegt in der Trasse von Straße 131 zwischen Kasinoweg/Welfenallee und Kreuzritterstraße. Die Namensgebung besteht hier im Zusammenhang mit der Kreuzritterstraße. | Berlin-Frohnau Knappenpfad |
| Kniggeweg (Lage)                     | 0350                                     | Adolph Knigge (1752–1796), Schriftsteller                                                                                              | 4. Aug. 1930        | Der Kniggeweg liegt auf der Trasse der vor 1922 bereits bestehenden zwischen Goebenstraße und Speestraße gelegenen Weddigenstraße, benannt nach dem U-Boot-Kommandanten im Ersten Weltkrieg Otto Weddigen (1882–1915). Der Kniggeweg liegt zwischen Gollanczstraße und Schönfließer Straße, dabei geht er zunächst rechtwinklig auf die Bahnlinie zu und dann nordwärts entlang. Der 1930 benannte Straßenzug umfasste die Weddigenstraße sowie Straße 7, Straße 61 und Straße 62. Im Adressbuch 1943 ist eine Kreuzung mit dem Hubertusweg (seit 1971 Staehlestraße) östlich der Nordbahn im Bereich des „Waldgeländes Frohnau“ verzeichnet. Ein so benannter Weg ist auch auf späteren Karten an der Gollanczstraße gegenüber der Utestraße eingetragen. Seit 1959 gehört er zum Landschaftsschutzgebiet/gesicherten Waldgelände. Auf der Silvakarte von 1925 ist der Weg fortführend als Straße 51 östlich entlang neben der Bahnstrecke bis zur nördlichen Stadtgrenze eingezeichnet. | Kniggeweg südwärts des Staehlewegs, hier verläuft auch der Mauerweg · Kniggeweg südlich von der Schönfließer Straße                 |
| Königsbacher Zeile (Lage)            | 0590                                     | Königsbach an der Weinstraße, Weinbauort, seit 1969 Stadtteil von Neustadt an der Weinstraße, Rheinland-Pfalz                          | 4. Aug. 1930        | Die Straße zwischen Senheimer und Schönfließer Straße wurde 1930 durch Zusammenfassen von Sickingenstraße, Straße 20 und einem Teil der Straße 19 benannt. Die Sickingenstraße war bereits vor 1920 nach dem Reichsritter Franz von Sickingen (1481–1523) einem Anführer der rheinischen und schwäbischen Ritterschaft benannt worden. | Königsbacher Zeile |
| Konzer Platz (Lage)                  | 0100 × 60 × 90 × 60                      | Konz, Stadt im Landkreis Trier-Saarburg, Rheinland-Pfalz                                                                               | 24. Sep. 1936       | Der Platz liegt an der Zeltinger Straße und wird nordöstlich von Zerndorfer Weg und Hofjägerallee begrenzt. Bei der Namensvergabe wurde zum Platz U die südlich begrenzende Straße 65a einbezogen. | Konzer Platz |
| Koppelweg (Lage)                     | 0120                                     | Koppel, umzäuntes Weideland | 24. Sep. 1936       | Die Straße liegt zwischen Hofjägerallee und Gutshofstraße. Als Straße 83 des Bebauungsplans liegt sie im Bereich der Viehweiden des vormaligen Gutshofs. | Berlin-Frohnau Koppelweg |
| Kreuzritterstraße (Lage)             | 0440                                     | Kreuzritter, Teilnehmer an den Kreuzzügen zur Eroberung des Heiligen Landes Palästina                                                  | 18. Feb. 1927       | Die Straße 130 nach Bebauungsplan wurde teilweise 1927 benannt und am 4. August 1930 wurde die Verlängerung der Straße, die auch die Nummer 130 trug, einbezogen. Im Adressbuch von 1929 ist die Straße zwischen Barbarossakorso und dem Forst mit drei Grundstücken verzeichnet, 1943 bereits mit den Grundstücken 1–39 (ungerade) und 2–34 (gerade) zum Friedhof und zum Kasinoweg. Die verkehrsberuhigte Straße führt von der Welfenallee über Askaloner Weg und Knappenpfad in zwei Ästen weiter, einerseits als Sackgasse zum Friedhof Hermsdorf II (auf Frohnauer Flur gelegen) und andererseits am Kasinoweg vorbei zur Fischgrundbrücke über die Bahnlinie an die Burgfrauenstraße. Die Bahnbrücke hieß bis 11. April 1986 Kreuzritterbrücke. | Berlin-Frohnau Kreuzritterstraße · Kreuzritterstraße (Blickrichtung Friedhof Hermsdorf)                                             |
| Langohrzeile (Lage)                  | 0180                                     | Langohr, Bezeichnung für Hasen wegen der sprichwörtlichen langen Ohren                                                                 | 9. Jan. 1961        | Der Abschnitt des vor 1922 benannten Hasensprungs zwischen Fürstendamm und Am Rosenanger wurde, da der Straßenname mehrmals in Berlin existierte im Jahr 1961 themenbezogen umbenannt. Dabei blieb der zum Entenschnabel führende restliche Weg, beim folgenden Mauerbau als Straße 114a ohne Namen. | Langohrzeile (an der Kreuzung zur Straße Im Fischgrund)                                                                             |
| Laurinsteig (Lage)                   | 0910                                     | König Laurin ist der sagenhafte Zwergenkönig des Rosengartens                                                                          | 4. Aug. 1930        | Die Straße ist durch Zusammenfassung von Straße 175, Straße 181 und Straße 182 des Bebauungsplans angelegt und liegt zwischen Speerweg und Neubrücker Straße. Es gibt parallel zum Horandweg einen Fußgängerdurchgang zur Neubrücker Straße, der an einem trockengelegten Teich vorbeiführt. | Laurinsteig |
| Lichtungsweg (Lage)                  | 0190                                     | führt in die Stolper Heide | 4. Aug. 1930        | Die Straße liegt zwischen Speerweg und Am Eichenhain, von der sie als Sackgasse zur Stadtgrenze nach Stolpe führt. Jenseits der Stadtgrenze geht der Weg noch bis zum Mauerweg, der hier auf brandenburgischem Gebiet liegt. Die kurze, schmale und ruhige Siedlungsstraße ist bebaut mit von Gärten umgebenen Einfamilienhäusern. Die Straße liegt auf der Trasse von Straße 127 und Straße 172 des Bebauungsplans. Am Eichenhain münden beide Äste des Wegs versetzt. | Lichtungsweg |
| Lipizzanerweg (Lage)                 | 0270                                     | Lipizzaner, Pferderasse | 2. Feb. 2001        | Die Straße geht ab Gollanczstraße westwärts und biegt an der Bahnlinie – einseitig bebaut – nach Norden und führt über den Mustangweg als Sackgasse weiter. Diese Straße wurde beim Neubau einer Wohnanlage, die sich am Gartenstadtcharakter des Ortsteils orientierte, angelegt. Mit 131 Doppelhaushälften und Reihenhäusern wurden 60.000 m² an der Gollanczstraße zwischen Poloplatz und der Stadtgrenze entlang der Bahnlinie einbezogen. Der Poloplatz beeinflusste die Namensgebung. Der Lipizzanerweg ist eine öffentlich nutzbare Privatstraße. | Berlin-Frohnau Lipizzanerweg |
| Ludolfingerplatz (Lage)              | 090 × 75 (oval)                          | Ludolfinger, altsächsisches Herrschergeschlecht                                                                                        | 20. Mai 1937        | Der Platz entstand als Gegenstück zum Zeltinger Platz am westlichen Ende der Frohnauer Brücke. Er hieß seit seiner Anlage bis 1937 Bahnhofsplatz. Seit 1877 lag hier ein Haltepunkt der Nordbahn, deren Trasse für die Bebauung der damaligen Berliner Umgebung tiefer gelegt wurde und 1910 wurde der Frohnauer Bahnhof eröffnet. Der kreisrunde Platz wurde 1908 nach Plänen des Gartenarchitekten Ludwig Lesser angelegt. Beide Plätze sind durch die Frohnauer Brücke mit dem S-Bahnhof Frohnau miteinander verbunden. Sie bilden den Eingang in die damals projektierte Gartenstadt Frohnau. Um den 1937 umbenannten Platz entstanden Wohn- und Geschäftshäuser. Plätze und Bahnhof sind das Zentrum des öffentlichen Lebens in Frohnau. Ein Brunnen, Blumenbeete, Sitzbänke und Rasenflächen dominieren den Platz. Eine Treppe führt hinauf zur Frohnauer Brücke. | Ludolfingerplatz · Bahnhof Frohnau am Ludolfingerplatz · Blick nach Südwest über den Platz                                          |
| Ludolfingerweg (Lage)                | 1010                                     | Ludolfinger, deutsche Herrscherdynastie, nach der Kaiserkrönung Ottonen genannt                                                        | 20. Mai 1937        | In der ruhigen Wohnstraße am Stadtrand stehen überwiegend Einfamilienhäuser. Vor 1925 bereits als Franziskanerweg angelegt, nach dem von Franz von Assisi begründeten Orden benannt. Die 1937 umbenannte Straße liegt zwischen Ludolfingerplatz und Maximiliankorso. In den ersten Jahren der NS-Zeit standen die Franziskaner im Mittelpunkt der Sittlichkeitsprozesse gegen Ordensangehörige und Priester im Nationalsozialismus: 1936 wurde deswegen der Franziskanerplatz in Freiburg im Breisgau in Rathausplatz. Auch im westfälischen Olpe wurde 1937 erfolgreich gefordert, „die Franziskanerstraße, mit Rücksicht auf die üblen allseitig bekannten Vorkommnisse in ihrer Bezeichnung abzuändern. Wenngleich die hiesigen Franziskanerinnen mit diesen Dingen nichts zu tun haben, erregt die Bezeichnung doch immer wieder Anstoß.“. Daher ist auch bei dem Frohnauer Franziskanerweg, der sich zwanglos in die Nachbarschaft von Karmeliterweg und Benediktinerstraße eingefügt hatte, eine Umbenennung im Rahmen dieser Kampagne als Motiv zu vermuten. | Berlin-Frohnau Ludolfingerweg · Berlin-Frohnau Ludolfingerweg 54                                                                    |
| Malwinestraße (Waldweg) (Lage)       | 0210                                     | Malwine, weiblicher Vorname | nach 1990           | Die Straße ist als Waldweg klassifiziert und geht 215 Meter nördlich vom Hubertusweg ostwärts von der B 96 (Oranienburger Chaussee) ab und führt zur Klarastraße. Sie gehört zum Waldgelände Frohnau, für den zum Beginn des 20. Jahrhunderts ein Villenort geplant war. Im Adressbuch von 1943 ist sie nicht verzeichnet, aber im aktuellen Detailnetz des Regionalen Bezugssystems für den Ortsteil Frohnau aufgeführt. Seit 1959 ist das „Waldgelände Frohnau“ als Landschaftsschutzgebiet gesichert. | Malwinestraße |
| Markgrafenstraße (Lage)              | 1610                                     | Markgraf, Titel für einen Grafen als Amtsträger, der eine Grenzmark zum Lehen hatte                                                    | 1910-               | Die Straße liegt zwischen Fürstendamm und Minheimer Straße, vorher Straße 73 des Bebauungsplans. | Markgrafenstraße (an der Kreuzung zum Rodelbahnpfad)                                                                                |
| Mattersburger Weg (Lage)             | 0190                                     | Mattersburg, Bezirkshauptstadt im Burgenland, Österreich                                                                               | 4. Aug. 1930        | Die Straße 141 wurde 1930 nach dem Ort benannt, in dem 1918 die Republik Heinzenland ausgerufen wurde, als es um die Zuordnung des Burgenlandes (Deutsch-Westungarn) ging, ehe es in den Verträgen von St. Germain und Trianon 1919 Österreich zugesprochen worden war. Die gepflasterte Straße liegt zwischen Welfenallee und Kammgasse und endet jenseits dieser an den Grundstücken 11 und 13 (ungerade) sowie 12 und 14 (gerade) an einer Fußgängertreppe der Tegeler Ortsteilgrenze zum Hundeauslaufgebiet im Tegeler Forst. | Berlin-Frohnau Mattersburger Weg |
| Maximiliankorso (Lage)               | 1400                                     | Maximilian I. (1459–1519), Kaiser des Heiligen Römischen Reiches                                                                       | 1910-               | Eine der Hauptverbindungsstraßen in Frohnau ist überwiegend mit stattlichen Einfamilienhäusern bebaut. Die Straße zwischen Ludolfingerplatz und Sigismundkorso erschließt die nördlichen Siedlungsstraßen westlich der Bahnlinie. | Berlin-Frohnau Maximiliankorso · Berlin-Frohnau Maximiliankorso 60                                                                  |
| Mehringer Straße (Lage)              | 0720                                     | Mehring, Weinort an der Mosel, Rheinland-Pfalz                                                                                         | 10. Juli 1933       | Die Straße, schon vor 1922 als Berlichingenstraße angelegt, erhielt ihren Namen nach dem Reichsritter Götz von Berlichingen (1480–1562). Sie verläuft zwischen Markgrafen- und Schönfließer Straße. 1922 waren bereits sechs Grundstücke bebaut und sieben als Baustellen aufgeführt, in den 2010er Jahren gibt es hier 59 Grundstücke. Der Verkehrsweg ist mit Kleinpflaster belegt, er besitzt breite baumbestandene Gehwege, südöstlich von ihm liegt der Mehringteich. | Berlin-Frohnau Mehringer Straße |
| Merlinweg (Lage)                     | 0160                                     | Merlin der Zauberer und Berater des Königs Artus in der Artussage                                                                      | 4. Apr. 1961        | In der ruhigen Wohnstraße am Stadtrand von Berlin stehen in der schmalen Straße überwiegend Einfamilienhäuser mit Gärten. Vorher als Straße 392 nach Bebauungsplan liegt sie zwischen Speerweg und Am Eichenhain. | Merlinweg |
| Minheimer Straße (Lage)              | 0590                                     | Minheim, Weinort in einer Moselschleife zwischen Piesport und Wintrich in Rheinland-Pfalz                                              | 23. Sep. 1938       | Die Goebenstraße wurde bereits vor 1922 angelegt und nach dem preußischen General August Karl von Goeben (1816–1880) benannt. 1938 wurde diese Straße passend zu umliegenden Straßen nach Weinorten umbenannt, sie liegt zwischen Wiltinger Straße und Kniggeweg. | Minheimer Straße Blick nach Süden                                                                                                   |
| Münchener Straße (Lage)              | 0790                                     | München, Landeshauptstadt Bayerns | 1910-               | Die ruhige mit Einfamilienhäusern bebaute Straße liegt zwischen Maximilianskorso und der Neubrücker Straße. Die als langgezogener S-Bogen in Ost-West-Richtung liegende Straße wurde aus Straße 178 und Straße 814 des Bebauungsplans angelegt. | Münchener Straße |
| Mustangweg (Lage)                    | 0090                                     | Mustang, wild lebende Pferde Nordamerikas.                                                                                             | 22. Feb. 2002       | Die Straße liegt westwärts zwischen Gollanczstraße und Lipizzanerweg. Diese Straße wurde beim Neubau der Wohnanlage Am Poloplatz zu Beginn der 2010er Jahre angelegt und ist als Privatstraße öffentlich zugänglich. Die Siedlung orientierte sich am Gartenstadtcharakter des Ortsteils und wurde mit 131 Doppelhaushälften und Reihenhäusern auf einer Fläche von 60.000 m² an der Gollanczstraße zwischen Poloplatz und der Stadtgrenze entlang der Bahnlinie errichtet. Der benachbarte Poloplatz beeinflusste die Namensgebung der hier liegenden sieben Straßen. Der Mustangweg ist die Zufahrt für den nördlichen Teil der Wohnanlage. | Mustangweg von der Gollanczstraße westwärts                                                                                         |
| Neubrücker Straße (Lage)             | 1410                                     | Neubrück, einstige Siedlung an der Havel in der Stolper Heide, östlich von Hennigsdorf, seit 1998 Ortsteil von Stolpe Süd, Brandenburg | 9. Jan. 1961        | Die ruhige Wohnstraße in Stadtrandlage ist mit Ein- und Mehrfamilienhäusern bebaut und wurde vor 1922 als Hennigsdorfer Straße eingerichtet, benannt nach der nordwestwärts liegenden Industriestadt. 1961 wurde dazu die Straße 193 einbezogen und umbenannt. Der südliche Teil der Neubrücker Straße hat Durchgangsverkehr und Kopfsteinpflaster, der nördliche Teil der Straße, der teilweise direkt an der Stadtgrenze liegt ist nur einseitig bebaut und ruhiger gelegen. An der Ecke zur Straße Am Eichenhain liegt ein kleiner Teich. Ein weiterer, trockengelegter Teich liegt an einem Fußgängerdurchgang zum Laurinsteig. | Neubrücker Straße westlich von der Schönfließer Straße / Eisenbahnbrücke                                                            |
| Nibelungenstraße (Lage)              | 0780                                     | Nibelungen, Zwergengeschlecht in der germanischen Heldensage                                                                           | 1910-               | Die vorher als Straße 185 des Bebauungsplans trassierte Straße, asphaltiert und teilweise mit plattenbelegten und durchgehend baumbestandenen Gehwegen, liegt zwischen Maximiliankorso und Neubrücker Straße. Nordwestlich der Kreuzung mit der Stolzingstraße liegt der Nibelungenteich. | Nibelungenstraße |
| Olwenstraße (Lage)                   | 1060                                     | Olwen, Gestalt der Artussage | 4. Aug. 1930        | Die schmale und ruhige Wohnstraße liegt zwischen Alemannenstraße und Paul-Poser-Platz an der Welfenallee, mit der Benennung wurde sie aus Straße 163 und Straße 155 gebildet. | Berlin-Frohnau Olwenstraße |
| Oppenheimer Weg (Lage)               | 0420                                     | Oppenheim, Weinstadt am Oberrhein (Rheinhessen), zwischen Mainz und Worms gelegen                                                      | 4. Aug. 1930        | Die Straße führt über eine kleine Erhebung (überbaute Binnendüne) im Bogen nach Nordosten von und zur Enkircher Straße. Nach Bebauungsplan ist es die Straße 100. | Oppenheimer Weg |
| Oranienburger Chaussee (Lage)        | 3890 (im Ortsteil)                       | Oranienburg, Stadt im Norden | nach 1933           | Diese Chaussee ist Teil der B 96. Die Oranienburger Chaussee liegt zwischen dem nördlichen Rand des Entenschnabels und dem Stadtrand in Frohnau. Die Grundstücke 13–68a (fortlaufend) gehören zum Ortsteil, dabei liegen die Grundstücke 68 und 68a an der Nordseite der Leipziger Straße in Glienicke. Im südlichen Abschnitt von Im Fischgrund bis zum Edelhofdamm gehört nur die Westseite der Straße zum Ortsteil, unterhalb der Nummer 13 befindet sich neben der Straße ein 110 Meter breiter Waldstreifen auf Frohnauer Flur. Die Straße selbst liegt außerhalb Berlins im brandenburgischen Glienicke/Nordbahn. Nördlich der Schönfließer Straße (Westseite, Grundstück 39) und dem Schwarzkittelweg 2/2a (Ostseite) führt die Chaussee durch das Waldgelände Frohnau. Mit dem Projekt der Gartenstadt Frohnau wurde vor 1912 der hier liegende Weg als Oranienburger Straße benannt und dann zwischen 1935 und 1938 in „Chaussee“ umbenannt. | Berlin-Frohnau Oranienburger Chaussee · Oranienburger Chaussee 58 · Pilz an der Oranienburger Chaussee                              |
| Ortwinstraße (Lage)                  | 0440                                     | Ortwin, männlicher Vorname, auch Name in der Nibelungen- und Gudrun-Sage.                                                              | 12. Feb. 1935       | Die Straße wurde bereits um 1912 als Richard-Wagner-Straße nach dem Komponisten Richard Wagner benannt und 1935 wohl wegen des mehrfach vorhandenen gleichen Straßennamens in Berlin umbenannt. Die Straße liegt zwischen Alemannenstraße und Gralsburgsteig. 1933 verfügt die Richard-Wagner-Straße – noch mit „Forst“ zwischen Gralsburgsteig und Im Amseltal vermerkt – über sieben bebaute Grundstücke und sieben Baustellen. Nach amtlichem Verzeichnis im Juni 2012 liegen an der Straße 32 bebaute Grundstücke. | Ortwinstraße |
| Otternweg (Lage)                     | 0270                                     | Otter, amphibisch lebende Unterfamilie der Marder                                                                                      | 12. Feb. 1935       | Die Straße liegt zwischen Burgfrauenstraße und Am Pfingstberg, nach Bebauungsplan ist es Straße 120. | Otternweg |
| Pfadfinderweg (Lage)                 | 0470                                     | Pfadfinder, Bewegung, einer internationalen, religiös und politisch unabhängigen Erziehungsbewegung für Kinder und Jugendliche         | 12. Feb. 1935       | Zwischen Am Eichenhain und Gawanstraße liegt die nach Bebauungsplan Straße 160. | Pfadfinderweg |
| Pilgersdorfer Weg (Lage)             | 0150                                     | Pilgersdorf, Stadt im Burgenland, Österreich                                                                                           | 4. Aug. 1930        | Ruhige Wohnstraße am Stadtrand von Berlin. Die ruhige, schmale Wohnstraße ist überwiegend mit Einfamilienhäuser und Gartengrundstücken bebaut und liegt zwischen Olwenstraße und Am Eichenhain, vorher: Straße 163. | Pilgersdorfer Weg |
| Pirschweg (Lage)                     | 0080                                     | Pirsch, eine Form der Einzeljagd | 24. Sep. 1936       | Die Straße liegt zwischen Karmeliter- und Forstweg und führt über letztere als Sackgasse weiter an den Tegeler Forst, und endet an der Ortsteilgrenze zu Tegel. Nach Bebauungsplan ist es Straße 149. | Pirschweg |
| Ponyweg (Lage)                       | 0070                                     | Pony, Reitpferderasse | 22. Feb. 2002       | Die Straße liegt als Sackgasse ab Gollanczstraße westwärts zum Bahndamm. Die Grundstücke 1–13 (ungerade) liegen südlich der Straße, die einen Wendehammer hat. Die Straße wurde beim Neubau der Wohnanlage Am Poloplatz zu Beginn der 2010er Jahre angelegt. Mit 131 Doppelhaushälften und Reihenhäusern auf 60.000 m² an der Gollanczstraße zwischen Poloplatz und der Stadtgrenze entlang der Bahnlinie erschließen sieben öffentlich zugängliche Privatstraßen die Grundstücke. Der benachbarte Poloplatz beeinflusste die Namensgebung der Straßen. Der Ponyweg liegt am Nordrand der Wohnanlage und ist direkt zugänglich, die Wohngebäude liegen südlich die Anliegergaragen gegenüber am Nordrand der Straße. | Ponyweg von der Gollanczstraße westwärts                                                                                            |
| Rappenweg (Lage)                     | 0100                                     | Rappe, Pferd, dessen Mähne, Schweif und Fell schwarz sind                                                                              | 22. Feb. 2002       | Die Straße liegt zwischen Gollanczstraße und Fuchsring (westlicher Ast) und endet dort vor dem Bahndamm. Er ist der Zugang zum südlichen Teil der Wohnanlage. Die Grundstücke 1–13 (ungerade) liegen südlich der Straße, nördlich 2 und 4. Die Straße wurde beim Neubau einer Wohnanlage, die sich am Gartenstadtcharakter des Ortsteils orientierte, angelegt. Mit 131 Doppelhaushälften und Reihenhäusern wurden 60.000 m² an der Gollanczstraße zwischen Poloplatz und der Stadtgrenze entlang der Bahnlinie einbezogen. Der benachbarte Poloplatz beeinflusste die Namensgebung, die Wohnanlage trägt den Namen Am Poloplatz. | Rappenweg der Blick von der Gollanczstraße westwärts                                                                                |
| Rauentaler Straße (Lage)             | 0540                                     | Rauenthal, Weinbauort im Rheingau, seit 1977 Ortsbezirk der Sekt-, Wein- und Rosenstadt Eltville am Rhein                              | 1910-               | Auf der Trasse der Straße 21 gelegen wird sie im Adressbuch von 1922 an den Hubertusweg gebunden und dann 1943 im südlichen Teil bis Schwarzkittelweg bebaut und weiter nach Norden gehend und unbebaut vermerkt. Dabei kreuzt sie, die von Straße 54, Straße 39, Straße 40, Rosamundeweg, wobei danach Jägerstieg und Hubertusweg gequert wird. Die Straße geht nordwärts vom „Pilz“ an der Oranienburger Chaussee ab und über den Schwarzkittelweg als Sackgasse weiter westlich am Rehabilitationszentrum der Donnersmarck-Stiftung vorbei und weiter als breiter Waldweg in das Waldgelände Frohnau. Seit 1959 ist das Berliner Gebiet als Landschaftsschutzgebiet gesichert. Auf der Silvakarte von 1925 ist die Straße zwischen der Hubertusweg und Schönfließer Straße eingezeichnet. | Rauentaler Straße vom Pilz nordostwärts                                                                                             |
| Remstaler Straße (Lage)              | 0590                                     | Remstal, Flusstal östlich von Stuttgart, Weinbaugebiet                                                                                 | 23. Jan. 1931       | Die Straße liegt in einem langgestreckten Z-Bogen zwischen Edelhofdamm und Weislingenstraße war vorher als Straße 77 des Bebauungsplans angelegt worden. Die Freiwillige Feuerwehr Frohnau hat ihren Standort in der Remstaler Straße 9 | Remstaler Straße |
| Rodelbahnpfad (Lage)                 | 0220                                     | benachbarte Rodelbahn | 24. Sep. 1936       | Die Straße 104 zwischen Enkircher und Markgrafenstraße wurde 1936 benannt. | Rodelbahnpfad (Blickrichtung Enkircher Straße)                                                                                      |
| Rosamundeweg (Waldweg) (Lage)        | 0620                                     | Rosamund, weiblicher Vorname | 1910-               | Diese teilweise gepflasterte Privatstraße gehörte zu einem Projekt für einen Villenvorort im Norden Berlins, das um 1910 geplant jedoch nicht umgesetzt wurde. Seit 1959 ist das Waldgelände als Landschaftsschutzgebiet gesichert. Im Adressbuch 1943 ist sie als unbebaut zwischen Gertrudstraße und Jägerstieg verzeichnet. | Rosamundeweg vom Hubertusweg nach Süd (am Künstlerhof)                                                                              |
| Rosenplüterweg (Lage)                | 0300                                     | Hans Rosenplüt (um 1400–1460), Nürnberger Büchsenmeister und Dichter (Meistersinger)                                                   | 4. Aug. 1930        | Vorher Straße 94 liegt sie zwischen Bieselheider Weg und als Sackgasse über den Bulgenbachweg weiter zu einem Wendehammer am Grundstück 35. Das bebaute südliche Grundstück an diesem östlichen Ende liegt in Glienicke/Nordbahn. | Rosenplüterweg |
| Rüdesheimer Straße (Lage)            | 0540                                     | Rüdesheim am Rhein, hessische Weinstadt im Rheingau am südlichen Tor zum Mittelrheintal                                                | 1910-               | Die als Straße 105 nach Bebauungsplan trassierte und im weiten S-Bogen geführte gepflasterte Straße liegt zwischen Fürstendamm/Dinkelsbühler Steig und Enkircher Straße. | Rüdesheimer Straße |
| Schönfließer Straße (Lage)           | 1730                                     | Schönfließ, ostwärts benachbarter Ort im Landkreis. Im Adressbuch 1943 Oberhavel, Bundesland Brandenburg                               | vor 1912            | Die Straße liegt in Verlängerung der Neubrücker Straße zwischen der Brücke über die Bahnlinie und der Stadtgrenze zu Glienicke/Nordbahn, sie führt am „Pilz“ über die Oranienburger Chaussee und den Bieselheider Weg und setzt sich im Nachbarort als Frohnauer Weg fort. Hier befinden sich mehrere Sportanlagen, die sich bis zum Poloplatz erstrecken. | Berlin-Frohnau Schönfließer Straße Waldhotel · Berlin-Frohnau Schönfließer Straße Sportanlagen · Berlin-Frohnau Schönfließer Straße |
| Schwarzkittelweg (Lage)              | 0490                                     | Schwarzkittel, umgangssprachlich und in der Jägersprache ein Wildschwein                                                               | 4. Aug. 1930        | Sie liegt zwischen Senheimer Straße und Bieselheider Weg. Die Straße 44 wurde 1930 östlich der Oranienburger Chaussee benannt, der westliche Abschnitt zur Lichtensteinallee (Senheimer Straße) blieb dabei unbenannt und ging in das Waldgebiet Frohnau auf. | Berlin-Frohnau Schwarzkittelweg |
| Senheimer Straße (Lage)              | 1130                                     | Senheim, Weinort an der Mosel im Landkreis Cochem-Zell, Bundesland Rheinland-Pfalz                                                     | 4. Aug. 1930        | Die Straße wurde vor 1922 als Lichtensteinallee angelegt, benannt nach Martin Hinrich Lichtenstein (1780–1857), Arzt, Forscher, Zoologe und Initiator des Berliner Zoos. 1930 wurde diese umbenannt durch die Trasse der Straße 19 des Bebauungsplans verlängert. Die Straße liegt zwischen Zeltinger Straße und Bergfelder Weg, über den sie als Sackgasse östlich vom Poloplatz in das „Waldgelände Frohnau“ weiterführt. Auf der Silvakarte von 1925 ist die Straße eingezeichnet. | Senheimer Straße |
| Sigismundkorso (Lage)                | 1599                                     | Sigismund (1368–1437), römisch-deutscher Kaiser, Kurfürst von Brandenburg.                                                             | 1910-               | Die als Korso ausgestaltete Straße wurde laut Bebauungsplan aus Straße 126 unter Nutzung von Platz G1 und Platz F1 benannt. Der Sigismundkorso, eine der Hauptverbindungsstraßen in Frohnau überwiegend mit stattlichen Einfamilienhäusern bebaut, liegt zwischen Ludolfingerplatz und Am Eichenhain. Am Ludolfingerplatz gibt es einen breiten bepflanzten Mittelstreifen und an der Ecke zum Maximilianskorso eine kleine Parkanlage. | Berlin-Frohnau Sigismundkorso · Berlin-Frohnau Sigismundkorso Evangelische Schule                                                   |
| Silvestersteig (Lage)                | 0040                                     | Silvester, Heiliger | 26. Jan. 2019       | Die Straße liegt zwischen Am Rosenanger und der Stadtgrenze an der Nordseite des Entenschnabels. Im Adressbuch 1922 ist der Hasensprung zwischen Fürstendamm und Rosenanger mit zwei Häusern und Baustellen ausgewiesen. Am 9. Januar 1961 erfolgte dessen Umbenennung zwischen Fürstendamm und Am Rosenanger, wobei von da bis an den Entenschnabel die Bebauungsplanbezeichnung Straße 114a verblieb. 2019 wurde die Straße in Silvestersteig umbenannt. Die Straße ist mit einem Schild „Verkehrsverbot für über 2,8 t“ versehen, aber der gepflasterte Teil endet nach wenigen Metern und die Straße wird zu einem Fußweg. Dieser setzt sich unter dem gleichen Namen in Glienicke/Nordbahn quer durch den Entenschnabel fort und wird dann in Hermsdorf zur Silvesterstraße. | Der Silvestersteig vom Rosenanger aus gesehen                                                                                       |
| Söllerpfad (Lage)                    | 0100                                     | Söller, erhöhter Platz innerhalb einer ritterlichen Burg                                                                               | 24. Sep. 1936       | Vorher Straße 190 des Bebauungsplans, sie liegt zwischen Wahnfriedstraße und Gralsburgsteig, auf letzteren bezieht sich (wohl) auch der Name. | Söllerpfad |
| Speerweg (Lage)                      | 1020                                     | Speer, Trutz- und Jagdwaffe, Sportgerät                                                                                                | 4. Aug. 1930        | In der schmalen ruhigen Wohnstraße am Stadtrand von Berlin stehen überwiegend Einfamilienhäuser mit Gärten. Die als Straße 171 nach Bebauungsplan trassierte Straße liegt zwischen Maximiliankorso und Ansgarstraße und als Sackgasse noch am Westrand des Friedhofs Frohnau entlang. Die Straße erschließt so den Nordwestzipfel des Ortsteils zur Stadtgrenze nach Hohen Neuendorf. Zwischen Neubrücker Straße, der Straße Am Eichenhain und dem Speerweg liegt ein kleiner Teich. An der Ecke zum Maximiliankorso steht ein Seniorenheim. | Speerweg |
| Staehleweg (Lage)                    | 0500                                     | Wilhelm Staehle (1877–1945), letzter Kommandant des Invalidenhauses, Widerstandskämpfer gegen das NS-Regime                            | 23. Apr. 1971       | Die Straße liegt zwischen Oranienburger Chaussee und Invalidensiedlung. Sie war um 1910 als Hubertusweg angelegt und dessen Ast westlich der Oranienburger Chaussee wurde ausgebaut und neu umbenannt. | Berlin-Frohnau Steahleweg · S-Bahnbrücke                                                                                            |
| Stolzingstraße (Lage)                | 0930                                     | Walther von Stolzing, Gestalt aus der Oper Die Meistersinger von Nürnberg von Richard Wagner                                           | 9. Jan. 1961        | Vor 1922 war die Kastanienallee angelegt worden, die 1961 verlängert durch die Straße 191 und Straße 192 umbenannt wurde. Die Straße liegt seither zwischen Maximiliankorso und Neubrücker Straße. | Stolzingstraße südlich von der Neubrücker Straße                                                                                    |
| Straße 52 (Waldweg) (Lage)           | 00260 + 600                              | nummeriert nach Bebauungsplan | vor 1930            | Die Straße 52 ist nach RBS-Klasse ein Fußweg und [veraltet] aktuell auf der Karte von Berlin 1:5000 (K5-Farbausgabe) verzeichnet und liegt entlang der Stadtgrenze zu Glienicke/Nordbahn vom Jägerstieg südlich abgehend. An der Südostecke vom Grundstück des Künstlerhofs ist eine Kreuzung mit dem Jägerstieg angegeben. Die Straße ist in diesem Verlauf mit dem Mauerweg belegt, der hier wohl dem vormaligen Westberliner Zollweg entspricht und nach Süden zum Geierpfad am Schwarzkittelweg weiterführt. Die nördliche Fortsetzung vom Jägerstieg ist der Rosamundeweg. | Straße 52 |
| Tannenstraße (Lage)                  | 0300                                     | Tannen, Nadelbaumart | 9. Nov. 1926        | Die Straße 137 zwischen Karmeliter- und Ludolfingerweg wurde 1926 wohl nach hier stehenden Tannen benannt. | Tannenstraße (an der Kreuzung zum Karmeliterweg)                                                                                    |
| Unkeler Pfad (Lage)                  | 0170                                     | Unkel, Stadt im Landkreis Neuwied, Bundesland Rheinland-Pfalz                                                                          | 19. Feb. 1938       | Die vormalige Privatstraße erschließt von der Markgrafenstraße östlich abgehend die Grundstücke zwischen dieser sowie Rodelbergpfad, Enkircher Straße und Fürstendamm. | Unkeler Pfad (Blickrichtung Markgrafenstraße)                                                                                       |
| Utestraße (Lage)                     | 0100 + 860                               | Ute, weiblicher Vorname | 9. Jan. 1961        | Die Straße wurde vor 1912 als Getrudstraße angelegt und benannt, 1961 wurde sie unter Einbeziehen der Straße 11 in Utestraße umbenannt. Die Privatstraße zwischen Oranienburger Straße und Hubertusweg (an der östlichen Stadtgrenze) ist im RBS nur in einem Teilstück vom Rosamundeweg westwärts zu einem bebauten Grundstück an der Stadtgrenze unter diesem Namen markiert und nach RBS-Klasse eine Forststraße. Der Straßenname bezieht sich wohl auf Oda, die Stammmutter der Liudolfinger. Diese Straße liegt im Gebiet des Waldgeländes Frohnau, das als Villenvorort vorgesehen war, aber wegen ausbleibender Investoren zu Beginn des 20. Jahrhunderts nicht umgesetzt wurde. Die Zufahrts- und Erschließungsstraßen wurden teilweise damals gepflastert und mit Gehwegen angelegt und benannt. Seit 1959 ist das Waldgebiet als Landschaftsschutzgebiet gesichert. Im Adressbuch von 1943 ist die (damals noch) Gertrudstraße mit vielen Baustellen und „Haus Rheinland“ und dem „Sandpilz“ der Donnersmarck-Stiftung angegeben, im ostwestgerichteten Abschnitt mit den Querstraßen Franziska-, Klara-, Augustastraße, im östlichen Bereich nach Süd gebogen kreuzt sie nochmals Franziska- und Elfriedestraße. Im Gegensatz zur heutigen Führung (des Waldweges) ist 1943 der Anschluss an die Oranienburger Chaussee der Franziskastraße zugeordnet. Die Straße führt zum Grundstück 1 (einem Wohnhaus) und ist an der Oranienburger Chaussee mit ihrem Namen ausgeschildert und mit dem Hinweis auf die Befahrungsbeschränkungen an der linken Straßenseite. Östlich vom Grundstück 1 führt ein Fahrweg weiter, der am Nordrand des westlichen Berlins auch als „Mauerweg“ ausgeschildert ist, zudem sind auch alle nach Norden über die Landesgrenze nach Hohen Neuendorf führenden Wege und Forststraßen mit der Markierung als Mauerweg versehen. Im weiteren Verlauf (östlich von Nummer 1) zweigt ein südlicher Forstweg ab, der auf Karten als Franziskastraße eingezeichnet ist. | Utestraße vom Hubertusweg nordwärts · Utestraße westwärts gesehen mit der Anbindung zur Oranienburge Chaussee                       |
| Wahnfriedstraße (Lage)               | 0670                                     | Wahnfried, Richard Wagners Wohnhaus in Bayreuth                                                                                        | 23. März 1925       | Die Straße 187 wurde 1925 zur Erinnerung an den Komponisten Richard Wagner benannt, dessen Werke mit hiesigen Straßennamen der nordischen Mythologie bereits verewigt wurden. Die Straße liegt zwischen Maximiliankorso und Stolzingstraße. | Berlin-Frohnau Wahnfriedstraße |
| Walporzheimer Straße (Lage)          | 0430                                     | Walporzheim, Weinbauort im Ahrtal, Rheinland-Pfalz                                                                                     | 1910                | Die Straße liegt zwischen Im Fischgrund und Fürstendamm auf der im Bebauungsplan fixierten Trasse der Straße 115. | Walporzheimer Straße (Blickrichtung Fürstendamm)                                                                                    |
| Weislingenstraße (Lage)              | 0400                                     | Weislingen, Anführer im deutschen Bauernkrieg                                                                                          | 4. Aug. 1930        | Die Straße 79 nach Bebauungsplan liegt zwischen Mehringer Straße und Oranienburger Chaussee. | Berlin-Frohnau Weislingenstraße |
| Welfenallee (Lage)                   | 1080                                     | Welfen, ursprünglich fränkisches Adelsgeschlecht                                                                                       | 11. Mai 1938        | Die ruhige Wohnstraße, überwiegend mit Einfamilienhäusern bebaut, liegt in einem langgestreckten S-Bogen zwischen Ludolfingerplatz und Forstweg, über den sie als Sackgasse zur Ortsteilgrenze am Tegeler Hundeauslaufgebiet liegt. Vor 1925 wurde in Bezug zu den anderen als Korso benannten Straße der Barbarossakorso angelegt, dessen Namen auf Kaiser Barbarossa zurückgeht. | Berlin-Frohnau Welfenallee · Berlin-Frohnau Welfenallee                                                                             |
| Wildkanzelweg (Lage)                 | 0350                                     | Wildkanzel, Jägersprache für den Hochsitz                                                                                              | 4. Aug. 1930        | Die Straße liegt ab Am Pilz nordwärts und über den Schwarzkittelweg hinweg als Sackgasse zum Waldgelände. Im Bebauungsplan ist sie als Straße 22 projektiert. Nach dem Adressbuch von 1943 war sie zu diesem Zeitpunkt noch weiter nach Norden über den Hubertusweg hinweg führend vorgesehen. Das Waldgelände, vormals als Villenvorort projektiert ist seit 1959 als Landschaftsschutzgebiet gesichert. | Wildkanzelweg |
| Wilsbergzeile (Lage)                 | 0110                                     | Wilsberg, in der Nähe befindliche Erhebung, inzwischen überbaute Binnendüne                                                            | 24. Sep. 1936       | Die nach Bebauungsplan trassierte Straße 197 ist seit dem 21. Jhd. eine verkehrsberuhigte Sackgasse. Sie liegt zwischen Am Eichenhain und der (westlichen) Stadtgrenze und endet direkt an der Stolper Heide, bis 1990 an der Berliner Mauer. | Wilsbergzeile |
| Wiltinger Straße (Lage)              | 0400                                     | Wiltingen, Gemeinde an der Saar 20 km südlich von Trier mit Grand-Cru-Lagen, Rheinland-Pfalz                                           | 20. Apr. 1937       | Die Straße liegt zwischen Zeltinger Platz und Markgrafenstraße, sie besteht aus zwei Richtungsfahrbahnen. Die schon vor 1922 angelegte Kronprinzenallee, nach dem Kronprinzen Wilhelm von Preußen (1882–1951), wurde 1937 zusammen mit der platzartigen Erweiterung im Norden umbenannt. Zum Zeitpunkt der Umbenennung im Jahr 1937 war Wiltingen noch eine Exklave von Luxemburg, das dann 1940 von deutschen Truppen besetzt wurde. Auf dem mit dem Straßennamen verbundenen dreieckigen Platz am Nordende zur Markgrafenstraße befindet sich zwischen den Bäumen das „Denkmal der Toten der Weltkriege“. | Wiltinger Straße |
| Zeltinger Platz (Lage)               | 150 × 75 (Halbkreis, mit Bogen bahnfern) | Zeltingen-Rachtig, Gemeinde in Rheinland-Pfalz                                                                                         | 8. Juni 1937        | Zuerst hieß er Cecilienplatz und wurde zusammen mit der Straße 125a im Jahr 1937 mit dem heutigen Namen versehen. Der halbkreisförmige Platz wurde 1908 nach Plänen des Gartenarchitekten Ludwig Lesser angelegt, das Gegenstück auf der anderen Seite der Bahnlinie ist der Ludolfingerplatz, zwischen den beiden liegt die Frohnauer Brücke. Bahnhofsanlage und beide Plätze bilden den Eingang in die projektierte Gartenstadt Frohnau und gleichzeitig deren Zentrum. Um den Platz befinden sich Wohn- und Geschäftshäuser sowie die Johanneskirche. | Berlin-Frohnau Zeltinger Platz · Zeltinger Platz Blick über die zentrale Grünanlage · Berlin-Frohnau Zeltinger Platz                |
| Zeltinger Straße (Lage)              | 1250                                     | Zeltingen-Rachtig, Gemeinde in Rheinland-Pfalz                                                                                         | 6. Aug. 1937        | Die Straße liegt zwischen Oranienburger Chaussee (Schönfließer Straße) und Zeltinger Platz. Sie wurde zunächst um 1912 als Veltheimpromenade angelegt, benannt nach Franz von Veltheim (1785–1839), einem preußischen Oberberghauptmann und Besitzer von Gut Schönfließ. Laut Adressbuch sind 1943 bereits alle Grundstücke bebaut, für 1933 sind (noch Veltheimpromenade) 13 Baustellen für die 64 Grundstücke angegeben, für 1922 sind 17 Häuser, 11 Baustellen und am Nordostende zur Oranienburger Chaussee ist „Forst“ angegeben. In der Zeltinger Straße 6 befindet sich eine Villa, die von den Architekten Poser und Bamm 1925 errichtet wurde. Sie wurde für Herbert Worch, den Generaldirektor der Versicherungsgesellschaft Deutscher Herold, erbaut. Im Dritten Reich war hier der Sitz der Ortsgruppe der NSDAP-Ortsgruppe Frohnau. Ab Mai 1945 zog der sowjetischen Ortskommandant ein, ab dem 9. Juli 1945 übernahmen die britischen Alliierten das Gebäude und ab dem 12. August 1945 kam das Haus in den Besitz der Franzosen, die dort ein Offizierskasino einrichteten und der Villa den Namen „Centre Bagatelle“ gaben. Ab 1950 gab es auch für deutsche Interessenten hier kulturelle Veranstaltungen, französische Sprach- und Literaturkurse. Im Jahr 1993 wurden Grundstück und Haus vom Bezirksamt Reinickendorf übernommen. | Berlin-Frohnau Zeltinger Straße · Berlin-Frohnau Zeltinger Straße                                                                   |
| Zerndorfer Weg (Lage)                | 1270                                     | Zerndorf, seit dem 14. Jahrhundert eine Wüstenei, später als Vorwerk Zerndorf                                                          | 4. Aug. 1930        | Bereits vor 1899 lag hier die Zerndorfer Allee von der Oranienburger Chaussee zum Vorwerk Zerndorf, das sich südöstlich von Stolpe befand. 1930 wurde die Allee zusammen mit der Straße 98 zum Zerndorfer Weg benannt. Die Straße verbindet die Schönfließer Straße über den Edelhofdamm weiter als Sackgasse bis an die Stadtgrenze, die hier vor der Oranienburger Chaussee liegt. Bis 1990 endete der Zernsdorfer Weg vor der Berliner Mauer. Entlang der ruhige Wohnstraße stehen überwiegend Einfamilienhäuser. An der Ecke Edelhofdamm sind Mauerreste mit einem Sonnensymbol zu erkennen. Der Zerndorfer Weg war nach der KSZE 1975 für die Einrichtung des Nordübergangs mit Transitverkehr nach Polen und Skandinavien im Gespräch, da eine durchgehende Öffnung der Oranienburger Chaussee als Transitstraße wegen des Entenschnabels deren Nutzung verhinderte. Der Verlauf der Zerndorfer Allee wurde mit dem Bau des Poloplatzes unterbrochen, sodass am nordöstlichen Ende nur noch der unbefestigte Mauerweg durch die Eisenbahnbrücke an der Gollanczstraße zwischen Frohnau in Berlin und Stolpe in Brandenburg besteht, wie auf der Silvakarte von 1925 an der westlichen Stadtgrenze eingezeichnet. | Berlin-Frohnau Zerndorfer Weg |
| Zwergenweg (Lage)                    | 0180                                     | Zwerge, Erdgeister von kleiner Gestalt (Volksglaube)                                                                                   | 4. Aug. 1930        | Die Straße 158 ist nach Bebauungsplan angelegt und verläuft zwischen Olwenstraße und Forstweg im Süden des Ortsteils. | Berlin-Frohnau Zwergenweg |

## Aufgehobene Straßen

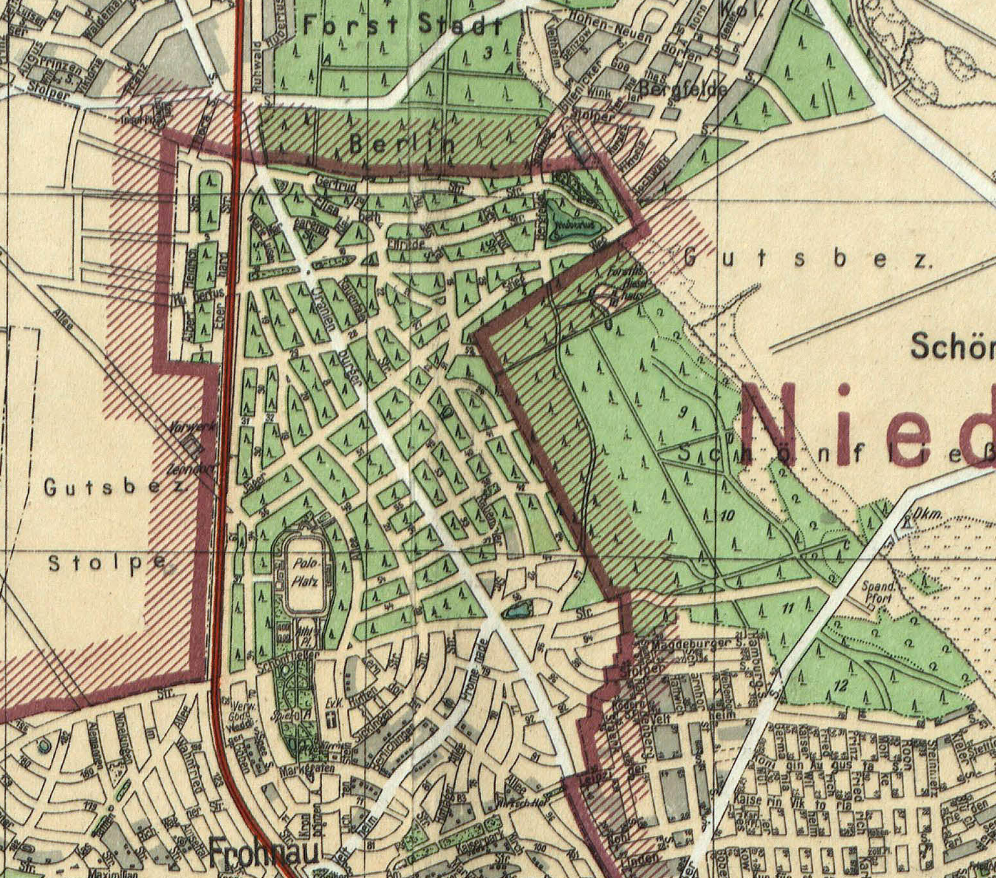
Lage von Frohnau um 1925 am nördlichen Stadtrand

Mit der Planung der „Villenstadt“ Frohnau ging die Aufstellung eines Bebauungsplans mit den Lagen der Straßen einher. Der Forst Bieselheide blieb noch einige Jahre unparzelliert. Im Norden des Ortsteils entlang von Oranienburger Chaussee und Hubertusweg war ein Villenvorort vorgesehen, der vom Bahnhof Stolpe erreichbar gewesen wäre. Dieses Projekt kam jedoch nicht zu Stande. Dieses Gelände dient inzwischen als Referenzfläche der Berliner Forstverwaltung. Jedoch ist das Waldgelände im Norden von vorbereiteten Straßen, teils gepflasterten, teils mit Gehwegen, durchzogen. Der Wald hat sich diese Fläche zurückerobert und sie ist ein Naherholungsgebiet in Nähe der Stadtgrenze, seit 1959 als Landschaftsschutzgebiet gesichert. Von diesen ursprünglich angelegten sind einige Waldwege als Forststraßen oder Wander- und Radweg noch benannt und vermerkt. Weitere wurden seit der Aufgabe des Villenprojektes aufgehoben oder in ihrem Verlauf nur teilweise im südlichen Abschnitt umgesetzt, wie die Rauentaler Straße. Andere sind mit neuen Wohnsiedlungen überbaut, wie teilweise der Kniggeweg entlang der westlichen Stadtgrenze zu Stolpe der direkt östlich der Bahnlinie zum Mauerweg gehört, jedoch in Höhe des Poloplatzes von neubenannten Straßen einer Wohnsiedlung abgelöst wurde. In dieser Tabelle bleiben angelegte, aber nicht benannte Straßen (beispielsweise nur nummeriert), unbeachtet.
| Name                      | von      | bis                    | Anmerkungen | Bild                                                                      |
| ------------------------- | -------- | ---------------------- | --- | ------------------------------------------------------------------------- |
| Albert-Heinrich-Straße    | vor 1923 | um 1968                | Albert Heinrich von Preußen (1862–1929), preußischer Kronprinz war der Namensgeber für diese Straße. Sie wird im Adressbuch von 1922 begrenzt an der Gemarkung Stolpe genannt. 1933 ist sie noch unbebaut zwischen Hubertusweg und Stadtgrenze zu Stolpe angezeigt, im Nordostkarree des Ortsteils westlich der Nordbahn parallel zur Grenze zur Gemarkung Stolpe, östlich parallel verläuft die Eberhardstraße. Sie lag in der kurz vor Beginn des Zweiten Weltkriegs fertiggestellten Invalidensiedlung. Diese Siedlung für Kriegsinvaliden wurde im Jahr 1938 durch Umzug der Insassen, die sich damals nur ungern von dem im Stadtkern liegenden Invalidenhaus trennten, in die „Invalidensiedlung in Berlin-Frohnau“. Sie wurde vom Reichsfiskus (Heer) der Stiftung „Invalidenhaus Berlin“ übereignet. Nach 1967 fielen alle Straßen innerhalb dieser Siedlung fort und die Invalidensiedlung ist amtlich ein einheitliches Grundstück. |                                                                           |
| Augustastraße (Lage)      | 1910-    | 4. Aug. 1930           | Namensgebend war Augusta (1811–1890), sie war Ehefrau Kaiser Wilhelms I. war sie Deutsche Kaiserin und Königin von Preußen. Die Straße lag beiderseits der Oranienburger Chaussee in der Nähe des Jägersteiges und wurde eingezogen. |                                                                           |
| Eberhardstraße (Lage)     | vor 1922 | um 1968-               | Die Straße verlor ihren Namen als die Ringstraße in der Invalidensiedlung als ein einheitliches Grundstück ausgebildet wurde. Die Straße war durch ihre Nähe zum Bahnhof Stolpe an der Nordbahn geplant worden. Sie führt westlich entlang der Bahnlinie und führte nordwärts vom Hubertusweg zur Albert-Heinrich-Straße am Nordende der Siedlung. Durch die Einrichtung der Invalidensiedlung für die Kriegsversehrten aus dem Invalidenhaus in Berlin-Mitte gehört sie seit 1938 zu den bebauten Straßen im Waldgelände Frohnau. Spätestens 1974 wurden alle Straßennamen innerhalb dieser Siedlung aufgehoben. Der genaue Anlass für die Vergabe des Namens „Eberhard“ ist unbekannt. Eberhard ist ein männlicher Vorname. | Vormals Eberhardtstraße: nun östlicher Zweig der Straße Invalidensiedlung |
| Elisabethstraße (Lage)    | 1910-    | 4. Aug. 1930           | Die Straße ist im Adressbuch 1922 mit einem Gebäude der Donnersmarck-Stiftung in Verwaltung des Kriegsministeriums an der Oranienburge Chaussee und vielen Baustellen verzeichnet, sie liegt zur parallel liegenden Gertrudstraße (seit 1961 Utestraße) und der Elfriedestraße zwischen Gertrudstraße über Clara-, Ida-, Augusta-, Gertrud- und dem Bergfelder Stadtweg im „Waldgelände Frohnau“. Im Adressbuch 1933 ist die Elisabethstraße nicht mehr enthalten. Auf der Karte im Adressbuch von 1922 ist sie bis an den Bergfelder Stadtweg eingezeichnet. Der Verlauf wurde seit 1910 geändert und ist wohl teilweise in die Franziskastraße eingegangen. Auf der Silvakarte von 1925 ist der Weg zwischen der Gertrudstraße (nahe Oranienburger Chaussee) und dem Bergfelder Stadtweg eingetragen. |                                                                           |
| Gertrudstraße (Lage)      | 1912-    | 9. Jan. 1961 umbenannt | Die Gertrudstraße lag am Nordrand der Villensiedlung Frohnau und bog vor dem (um 1910 künstlich angelegten) Hubertussee nach Süden zum Hubertusweg. Die Gertrudstraße wurde 1961 unter einigen Änderungen im Verlauf als Utestraße umbenannt. Die Gertrudstraße lag im bislang unbebauten Waldgelände Frohnau, das inzwischen der Berliner Forstverwaltung als Referenzfläche dient. Die umbenannte Utestraße ist, als Forststraße klassifiziert, ein Teilstück im vormaligen Straßenzug. Auf der Silvakarte von 1925 ist die Straße zwischen Oranienburger Chaussee und Hubertusweg eingezeichnet, wobei der längere nördliche Abschnitt parallel zur Stadtgrenze liegt. |                                                                           |
| Marie-Luise-Straße (Lage) | vor 1922 | nach 1938              | Die Straße ist nach dem weiblichen Vornamen Maria-Luise benannt, wobei unklar blieb ob eine Adlige oder die Gattin eines Grundstückbesitzers Anlass der Namensgebung war. Die Marie-Luise-Straße ging lag im Norden des (Wald-)Gebietes zwischen der Straße 7 am Bahndamm und der Straße 10, die parallel zum Hubertusweg lag. Als Straße 8 existierte eine Verlängerung zum Jägerstieg, vergleiche dazu die Silvakarte von 1925. Die Straße fiel vor 1964 fort. Im Berliner Stadtplan von 1938 ist sie noch namentlich eingezeichnet. Das gesamte Gelände gehört zum Berliner Forst (Waldgelände Frohnau). |                                                                           |
| Margaretenstraße          | vor 1922 | 9. Jan. 1961           | Margarethe ist ein weiblicher Vorname, der auf Margareta von Antiochia zurückgeht, eine der beliebtesten Volksheiligen. Die Straße war zwischen Marie-Luisen-Straße und Klarastraße über die Oranienburger Chaussee hinweg vorgesehen und wie sich aus dr Eintragung auf der Silvakarte von 1925 wohl auch schon weitestgehend geplant. Allerdings kam es nicht zur Bebauung des Frohnauer Nordgeländes in der Nähe der Station Stolpe. Diese war um 1924 im Rahmen der Elektrifizierung abgebaut worden, als die Strecke auf einen Damm hochgelegt wurde, wobei nach dem Ersten Weltkrieg und den Nachkriegsjahren und der Inflation von 1923 auch die schlechten wirtschaftlichen Umstände eine Rolle spielten. Das Gelände gehört zum Berliner Forst (Frohnau). |                                                                           |

## Sonstige Örtlichkeiten in Frohnau

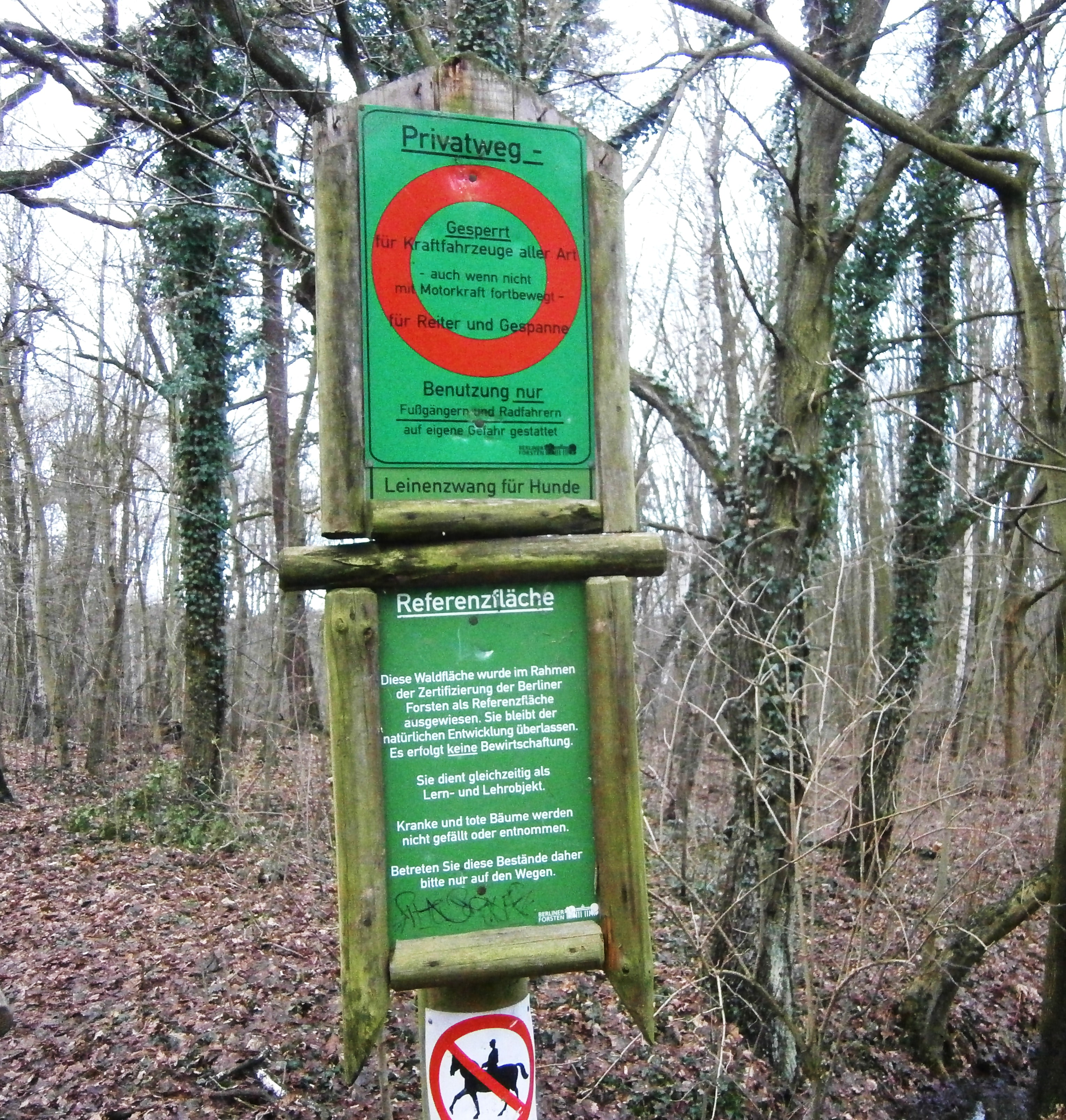
Beschilderung am Hubertusweg, mit gleicher Beschilderung sind alle Forststraßen beidseits der Oranienburger Chaussee versehen

### Kleingartenanlagen

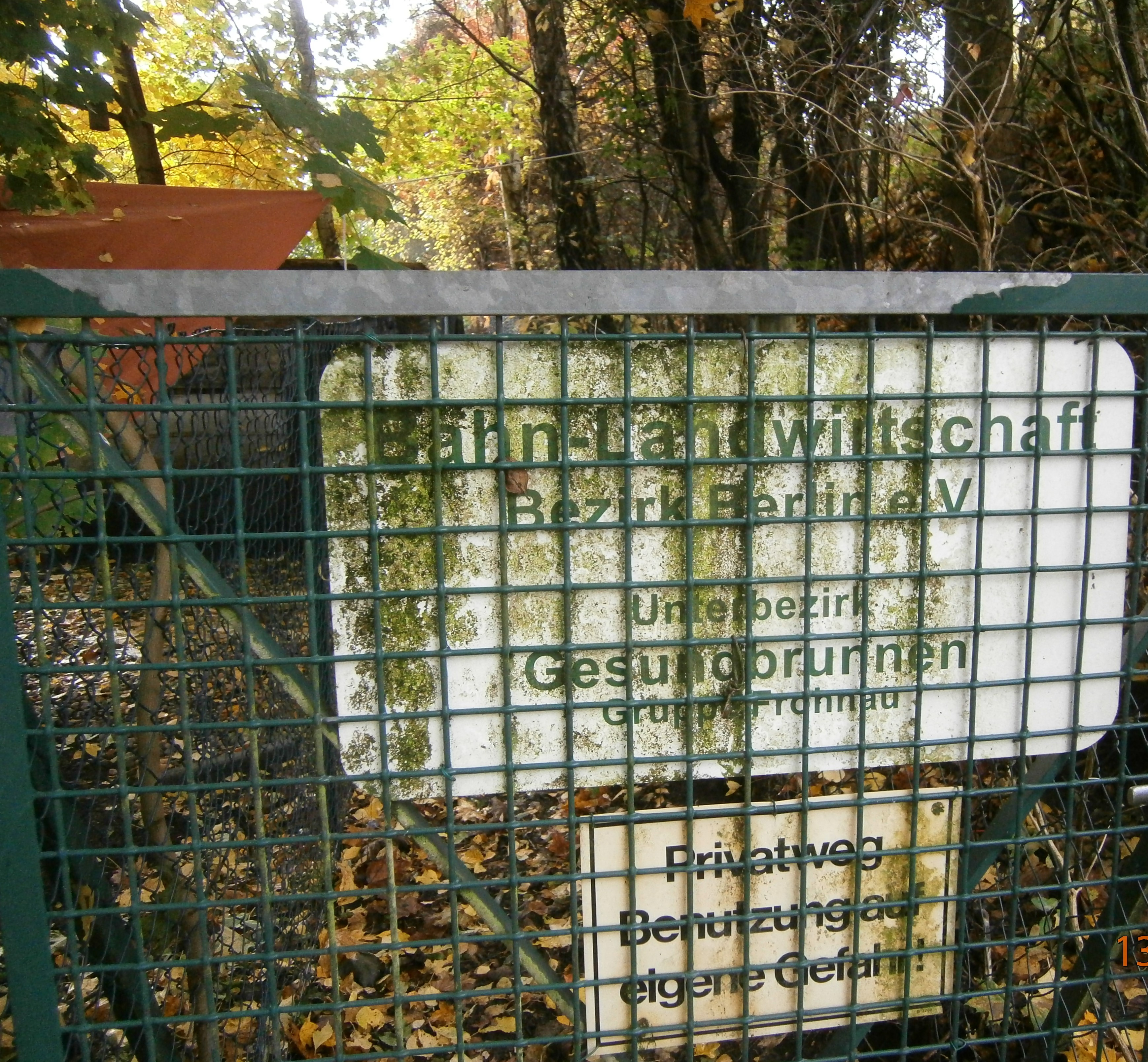
Eingang der Bahnwirtschaft an der Gollanczstraße / S-Bahnbrücke

Durch den Gartenstadtcharakter mit dem Waldgebiet im Norden und viel Grün an den Straßen und Gärten der Grundstücke sind Kleingärten auf zwei Bahnlandwirtschaften entlang der S-Bahnstrecke beschränkt. Im Kleingartenentwicklungsplan sind sie unter der Nummer 12211 KGA Frohnau (Frohnauer Brücke/Gollanczstr.) aufgeführt. Diese Kleingärten mit 16 Parzellen auf 4598 Quadratmeter bahneigenem Gelände sind nach dem Berliner Kleingartenentwicklungsplan als Bahnlandwirtschaft (Kleingartenanlage der DB AG) mit Status Ib verzeichnet.
- Kolonie BLW – Unterbezirk Frohnau Gruppe Gralsburgsteig (Lage)
- Kolonie BLW – Unterbezirk Frohnau Gruppe Kniggeweg (Lage)

### Parks und Freiflächen

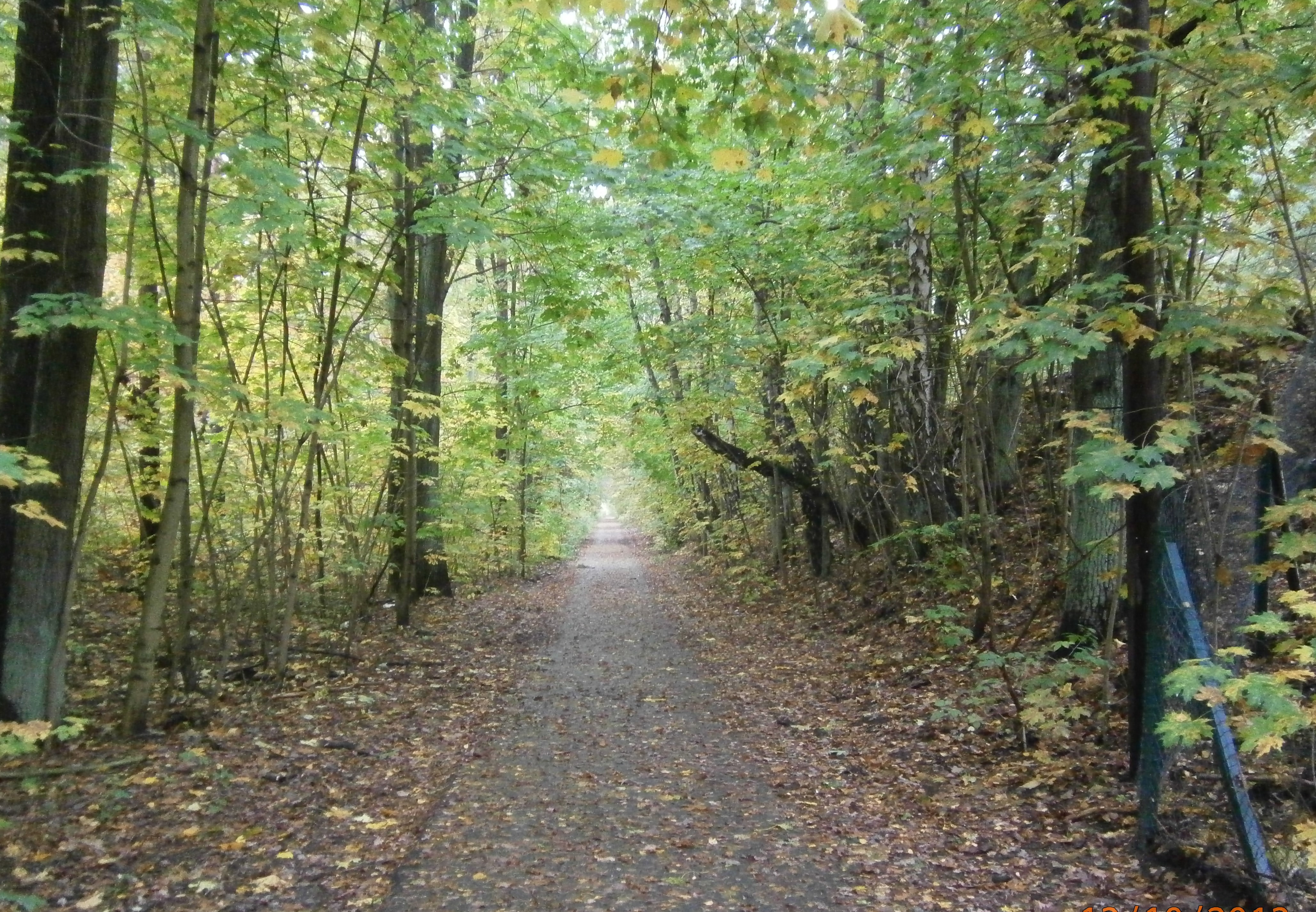
Der Mauerweg in Frohnau verläuft an der östlichen Seite der Bahnstrecke, Blick nach Süd am Staehleweg (im Zuge des geplanten Kniggewegs)

- Ludwig-Lesser-Park (Lage), benannt nach Ludwig Lesser, der seinerzeit die Gestaltung sämtlicher Grünanlagen der Gartenstadt konzipierte[4] (Nummer RBS 08058).
- Joseph Brix-Felix Genzmer-Park[53] am Edelhofdamm (Lage), vorher Edelhofpark (Nummer RBS 08182)
- Rosenanger (Lage, Nummer RBS 08054)
- Poloplatz (Lage), er war 1910 zusammen mit der Einweihung von Bahnhof und Gartenstadt als Attraktion der neuen Siedlung fertiggestellt und übergeben worden. Mit dem Poloplatz wurde die Restauration (das heutige Landhaus), der Sportplatz und die Tennisplätze nach Plänen von Ludwig Lesser errichtet. Die Idee zum Polospiel war eine Gabe von Donnersmarck zu Gunsten von Kaiser Wilhelm II. Der Poloplatz wurde von den geeigneten Berliner Publikum angenommen, allerdings durch den Ersten Weltkrieg und die Inflation kam es zum Rückgang. Der Poloclub nahm 1925 das Training wieder auf, löste sich aber 1932 im Ergebnis der Weltwirtschaftskrise auf. 1945 beschlagnahmte die französische Militärregierung den Platz für Pferderennen. 1952 zogen die Reiter in das Quartier Napoléon und der Platz ging an deutsche Vereine.[54]
- Paul-Poser-Platz (Lage), benannt am 21. November 2008 nach dem Architekten Paul Poser, der u. a. die am Platz angrenzende Barbarossa-Siedlung entwarf[55]
- Friedhof Frohnau (Lage).[56] Der Berliner Gartenarchitekt Ludwig Lesser entwarf den Frohnauer Friedhof im Jahre 1910/11 als Wald- und Parkfriedhof. Die Kapelle wurde 1911/1912 nach einem Entwurf des Architekten Carl Stahl-Urach erbaut, der auch die Einfriedung für das Friedhofsgelände entwarf.[57]
- Friedhof Hermsdorf II (Lage), die Festlegung der Grenzen der Ortsteile führte dazu, dass der Neue Hermsdorfer Friedhof[58] auf Frohnauer Territorium liegt.
- Referenzfläche Waldgelände Frohnau[21] (Lage)[37] Zwischen 1977 und 2009 stand am Jägerstieg der 358 Meter hohe Gittermast der Richtfunkanlage Berlin-Frohnau, der während der Mauerzeit – neben den Anlagen am Fernmeldeturm Berlin-Schäferberg – Richtfunkverbindungen nach Westdeutschland im Telefon- bzw. Rundfunkübertragungsnetz der Deutschen Bundespost ermöglichte.[59]
- Die Bahnlinie der Berliner Nordbahn (S-Bahnstrecke nach Oranienburg) teilt den Ortsteil, am Bahnhof Frohnau (Lage) verbindet die Frohnauer Brücke (Straßennummer 7489, als örtliche Straßenverbindung nach StEP Verkehr) den Zeltinger und Ludolfingerplatz, eine weitere Brücke ist im Süden des Ortsteils die Fischgrundbrücke (Nummer RBS 17203), nördlich vom Bahnhof werden Staehleweg, Gollancz- und Schönfließer/Neubrücker Straße unterführt.